# Equador
Equador (pronunciado em português europeu: [ekwɐˈdoɾ, ikwɐˈdoɾ]; pronunciado em português brasileiro: [ekwaˈdoʁ]; em castelhano:  Ecuador, pronunciado: [ekwaˈðor]), oficialmente República do Equador (em castelhano:  República del Ecuador), é uma república democrática representativa localizada na América do Sul, limitada a norte pela Colômbia, a leste e sul pelo Peru e a oeste pelo oceano Pacífico. É um dos dois países da região que não têm fronteiras comuns com o Brasil, além do Chile. Além do território continental, o Equador possui também as ilhas Galápagos, a cerca de 1 000 km do território continental, sendo o país mais próximo daquelas ilhas. Seu território de 256 370 km² é cortado ao meio pela imaginária linha do Equador.
A principal língua falada no país é o espanhol (94% da população). Entre os idiomas oficiais em comunidades nativas estão o quíchua, o shuar e onze outros idiomas. A sua capital e cidade mais populosa é a cidade de São Francisco de Quito, mas comumente conhecida como Quito, que foi declarada Patrimônio da Humanidade pela UNESCO em 1970, por ter o centro histórico mais bem preservado e menos alterado da América Latina. O porto principal e a segunda cidade mais populosa do país é Guayaquil, localizado na região costeira. O centro histórico de Cuenca, a terceira maior cidade do país, foi declarado Patrimônio Mundial em 1999, como um exemplo notável de uma cidade planejada, de estilo espanhol colonial, no interior da América.
O país é o lar de uma grande variedade de espécies endêmicas, muitas delas nas ilhas Galápagos. Esta diversidade de espécies faz do Equador um dos dezessete países megadiversos do mundo, sendo considerado o país de maior biodiversidade do mundo por unidade de área. A nova constituição de 2008 é a primeira no mundo a reconhecer legalmente os direitos da natureza, ou dos ecossistemas.
O Equador é uma república presidencial. Tornou-se independente em 1830, depois de ter feito parte do império colonial espanhol e, por um tempo muito mais curto, da República da Grã-Colômbia. O país tem renda média, com um índice de desenvolvimento humano (IDH) de 0,765 (2022), pontuação considerada elevada pelas Nações Unidas.

## Etimologia
A atribuição do nome Equador ocorreu entre 1830 e 1832, quando o país se separou da Grã-Colômbia, em espanhol Gran Colombia. Vem do substantivo comum "equador" (ecuador), um dos círculos máximos da Terra, que atravessa o país em toda a sua extensão. O substantivo comum equador, em latim aequator, "verificador, aferidor", é em latim medieval "o que iguala, aquele que nivela", em expressões como (circulus) aequator diei et noctis, (círculo), igualador do dia e da noite, derivado do latim aequare "igualar", de aequus, "igual". Assim, O nome da República do Equador se refere à linha equatorial da Terra que passa sobre o território equatoriano, de leste a oeste.

## História

### Período pré-colombiano

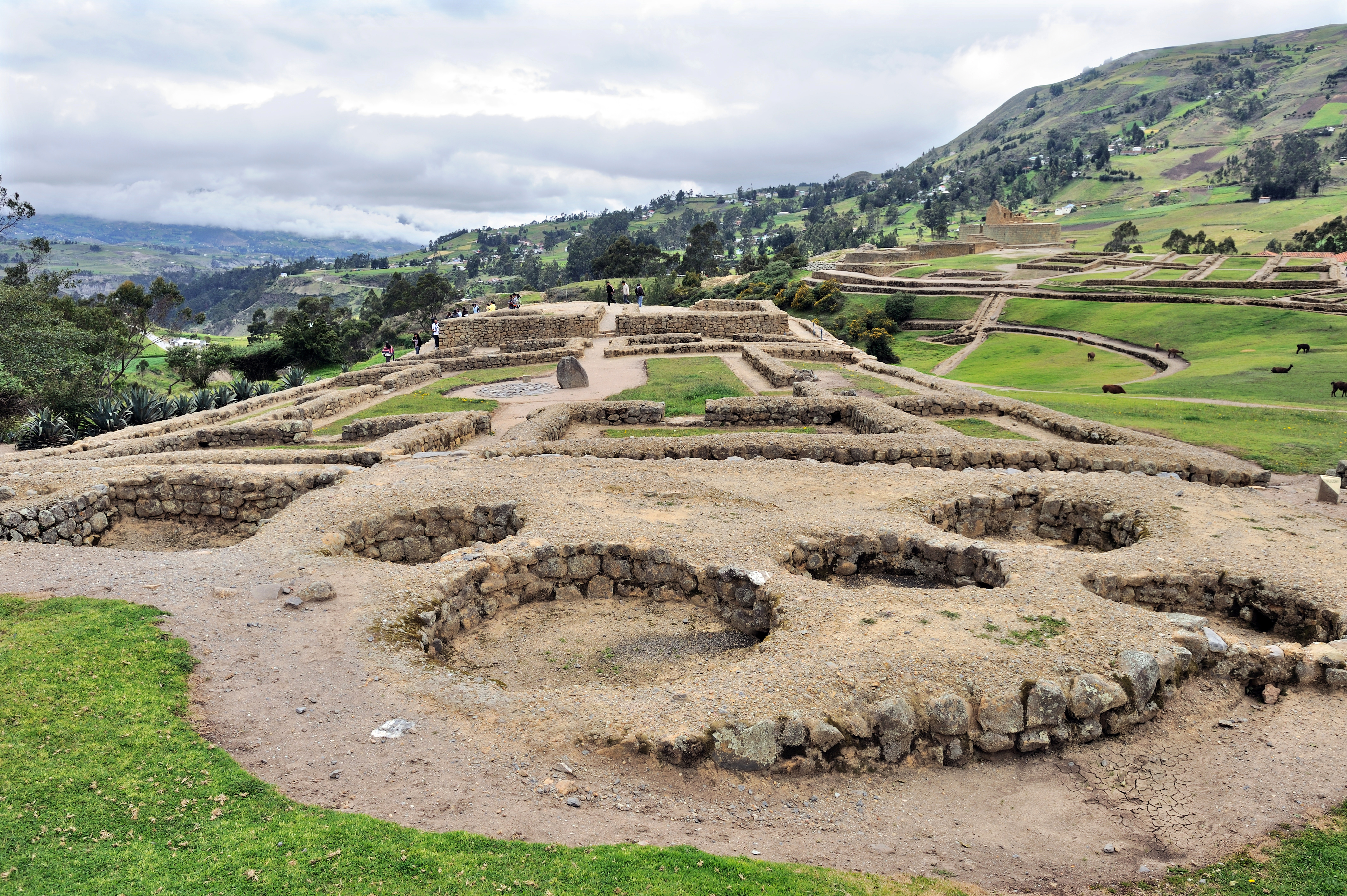
Ruínas incas de Ingapirca.

Durante o período pré-inca, as pessoas viviam em clãs, que formavam grandes tribos, algumas aliadas entre si e que formavam poderosas confederações, como a Confederação de Quito. No entanto, no século XV, os incas tomaram a região, durante uma invasão muito dolorosa e sangrenta para os povos locais. No entanto, após a ocupação de Quito pelos exércitos de Huayna Capac (1593–1595), os incas desenvolveram um extenso centro administrativo e começaram a colonização da região. A era pré-colombiana o Equador pode ser dividida em quatro eras: o período pré-cerâmico, o período de formação, o período de desenvolvimento regional e integração e o da chegada dos incas.
A expansão da civilização inca em direção ao norte do atual Peru durante o final do século XV encontrou resistência feroz de várias tribos nativas. Por volta de 1500, filho de Tupa, Huayna Capac, superou a resistência dessas populações e incorporou a maior parte do moderno Equador ao Tawantinsuyu, nome pelo qual o império inca era conhecido. A influência desses conquistadores, com sede em Cusco (atual Peru), limitou-se a cerca de meio século, ao menos em algumas partes do Equador. Durante esse período, alguns aspectos da vida regional mantiveram-se inalterados. Crenças religiosas tradicionais, por exemplo, persistiram durante todo o período de domínio inca. Em outras áreas, no entanto, como agricultura, posse da terra e organização social, o Estado inca teve um efeito profundo, apesar de sua duração relativamente curta.

### Colonização espanhola

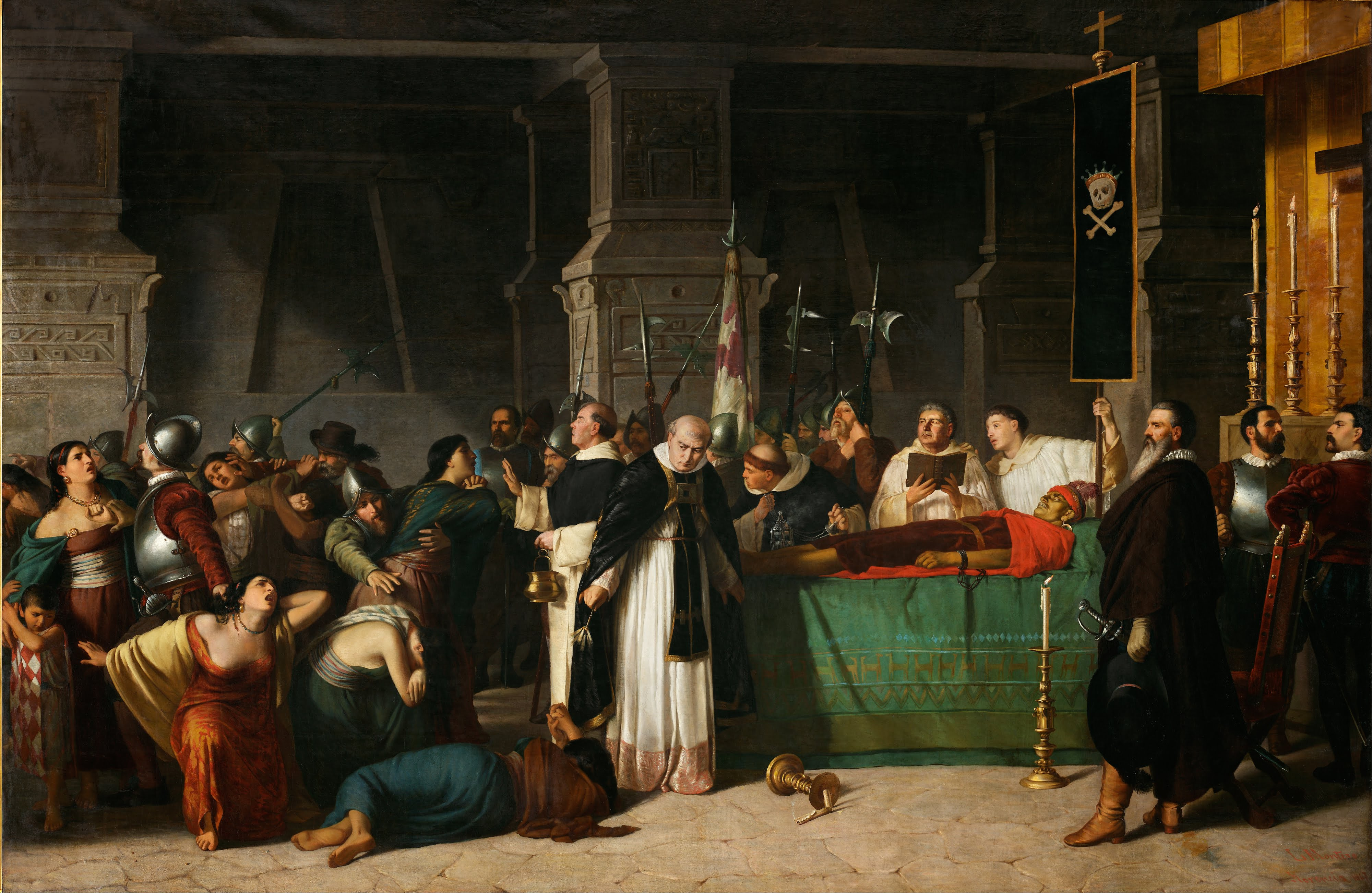
Um dos principais eventos da conquista do Império Inca foi a morte de Atahualpa, o último Imperador Inca em 29 de agosto de 1533.

Em 1531, com a Guerra Civil Inca, os espanhóis desembarcaram no Equador. Liderados por Francisco Pizarro, os conquistadores viram que o conflito e doenças estavam destruindo o império. Depois de receber reforços em setembro de 1532, Pizarro partiu para o Atahualpa recém vitorioso.
Ao chegar em Cajamarca, Pizarro enviou representantes liderados por Hernando de Soto, com 15 cavaleiros e um intérprete; pouco depois ele enviou mais de 20 cavaleiros liderados por seu irmão, Hernando Pizarro, como reforços no caso de um ataque inca. Atahualpa temia os homens vestidos com roupas dos pés a cabeça, com longas barbas e cavalos (um animal que os incas não conheciam). Na cidade, Pizzaro montou uma armadilha para os incas e o Massacre de Cajamarca começou. As forças incas eram muito superiores aos espanhóis em quantidade, no entanto, a superioridade espanhola em armas, táticas e o fato do mais confiável general inca estar Cusco levou a uma derrota fácil e a captura do imperador inca.
Nas primeiras décadas de dominação espanhola a população indígena foi dizimada pelo contágio de doenças às quais os nativos não eram imunes, tempo em que os nativos também foram forçados ao trabalho pelos proprietários de terras espanhóis através do sistema de trabalho de encomienda. Em 1563, a cidade de Quito foi elevada à categoria de distrito administrativo da monarquia espanhola, com a criação da Real Audiência de Quito.

### Independência e primeiros anos

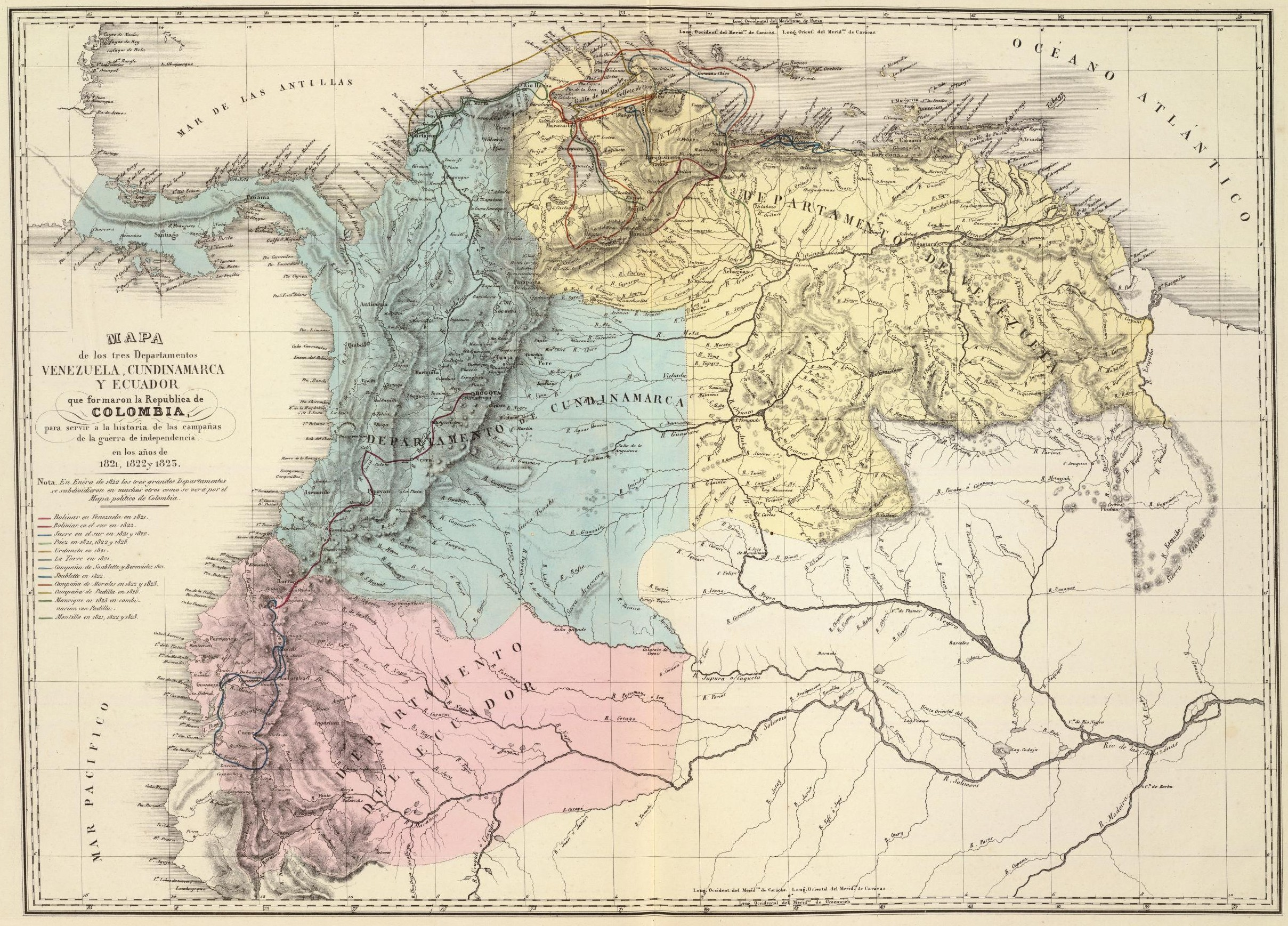
Departamentos da Grã-Colômbia em 1820.

A luta pela independência na Audiência Quito foi parte de um movimento em toda a América Hispânica liderada por crioulos. O ressentimento com os privilégios dos chamados peninsulares (nascidos na Espanha) em relação aos crioulos foi o combustível da revolução contra o domínio colonial. A centelha foi a invasão da Espanha por Napoleão Bonaparte, depois que ele depôs o rei Fernando VII e, em julho de 1808, colocou seu irmão, José Bonaparte, no trono espanhol.
Em 1822, forças locais se organizaram e derrotaram o exército monarquista se unindo à Grã-Colômbia, república fundada por Simón Bolívar, da qual o Equador só veio a separar-se no dia 13 de maio de 1830. A República do Equador foi um dos três países que emergiram do colapso da Grã-Colômbia em 1830, sendo os outros a Colômbia e a Venezuela.
O século XIX foi marcado por instabilidades, com rápidos movimentos políticos e institucionais. O conservador Gabriel García Moreno unificou o país nos anos de 1860 com o apoio da Igreja católica. Com o aumento da demanda mundial de cacau, desde o início de 1800, produziu-se uma migração dos altiplanos em direção à fronteira agrícola da costa do Pacífico.

### Século XX
Entre 1904 e 1942, o Equador perdeu territórios em uma série de conflitos com seus vizinhos. Em 1941, um conflito territorial entre o Equador e o Peru conduziu as partes ao "Protocolo do Rio de Janeiro" homologado em 29 de janeiro de 1942, estabelecendo fronteiras provisórias. O estado de guerra perdurou entre os dois países até 26 de outubro de 1998, quando os presidentes Jamil Mahuad (do Equador) e Alberto Fujimori (do Peru) assinaram o acordo denominado "Ata Brasília", pelo qual o Peru concedeu um quilômetro quadrado de seu território no lugar chamado "Tiwintza", onde 14 soldados do Equador haviam sido sepultados. Ambos os países assinaram ainda tratados de comércio e acordos de navegação pelos quais o Equador tem o direito de navegação irrestrita pelo rio Amazonas.

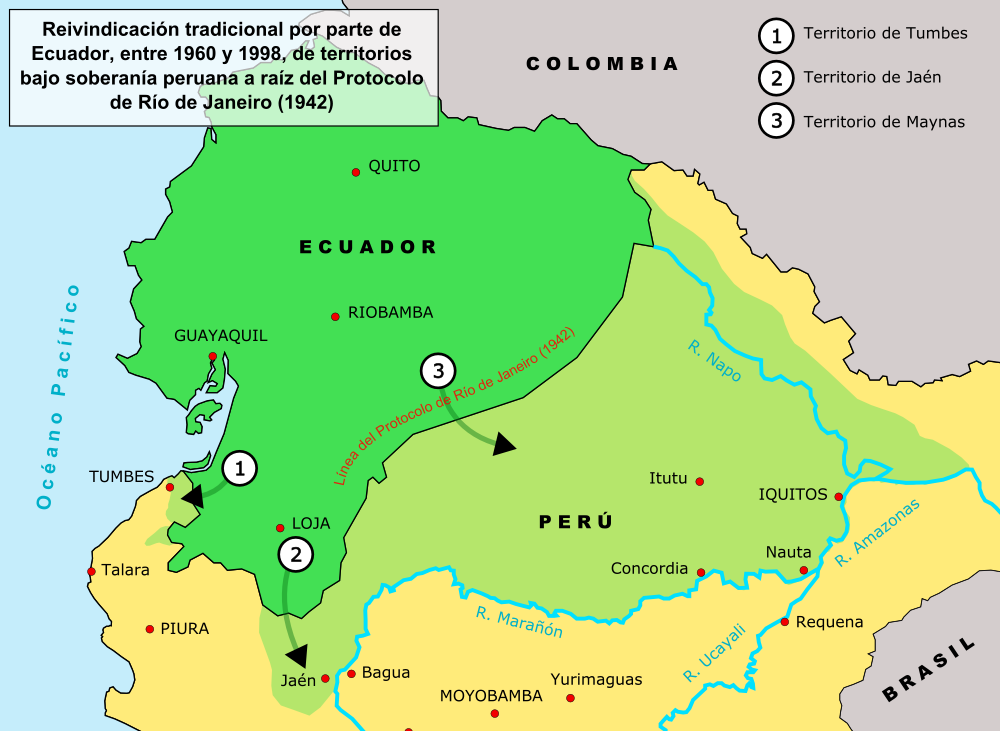
Reivindicações territoriais do Equador após 1916.

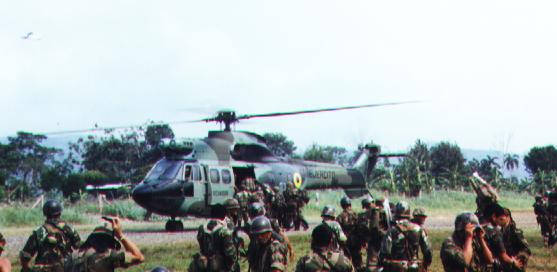
Tropas equatorianas durante a Guerra de Cenepa, em 1996.

Depois da Segunda Guerra Mundial, a recuperação do mercado agrícola e o crescimento da indústria da banana ajudaram a restabelecer a prosperidade e paz política. De 1948 a 1960, três presidentes, iniciando por Galo Praça Laço, foram eleitos livremente e completaram seus mandatos.
Num ambiente em que quase toda a América do Sul foi palco de golpes militares, o retorno de políticas populistas provocou inquietações que foram motivo de intervenções militares domésticas nos anos 1960, época em que a descoberta de petróleo atraiu companhias estrangeiras e foi fundada a "Amazônia Equatoriana". Em 1972, um golpe militar, conhecido como El Carnavalazo, derrubou o regime de José María Velasco Ibarra passando a utilizar a riqueza do petróleo e empréstimos estrangeiros para custear um programa de industrialização, reforma agrária, e subsídios para consumidores urbanos.
Com o desvanecimento de ciclo econômico do petróleo, o Equador voltou a democracia em 1979, sob o primeiro presidente da Constituição equatoriana de 1979, Jaime Roldós Aguilera, candidato de uma grande frente partidária, a "Concentração de Forças Populares" ou "CFP" que obteve expressiva vitória sobre Sixto Durán Ballén do Partido Cristão Social "(PSC)". Depois de uma discordância de liderança com Asaad Bucaram, o líder de então do CFP, Roldós, deixou a coligação para fundar com sua esposa um partido próprio denominado "Mudança e Democracia" levando consigo grande número de partidários. Com isto, o PCD, se tornou o terceiro partido em importância política.
Em 1981 ocorreu novo episódio de conflito de fronteira com o Peru, na região de Paquisha, com algumas recorrências posteriores. Ao final de 1981 o vice-presidente Osvaldo Hurtado Larrea do partido Democracia Popular "DP" sucedeu o presidente Roldós depois que este morreu num acidente aéreo na selva amazônica. Devido à pressão econômica da guerra sobre o mercado (particularmente do petróleo), o governo de Osvaldo Hurtado enfrentou uma crise econômica crônica em 1982, com crescente inflação, déficits de orçamento com efeitos desvalorizadores da moeda, acúmulo do serviço da dívida e parque industrial não competitivo. Em 1984 as eleições presidenciais foram vencidas por León Febres Cordero Rivadeneira do PSC por estreita margem de votos. Em março de 1987 um terremoto devastador suspendeu a exportação de petróleo piorando assim os problemas econômicos do país. Em 1988 Rodrigo Borja Cevallos, do partido da Esquerda Democrática "ID", elegeu-se presidente. Em 1992, Sixto Durán Ballén ganhou sua terceira concorrência para a presidência da república. As medidas de ajuste macroeconômicos duras que ele impôs eram impopulares, mas obtiveram sucesso mediante iniciativas de modernização do Congresso. O vice-presidente de Durán Ballén, Alberto Dahík, foi o arquiteto das políticas econômicas de administração, mas em 1995, Dahík fugiu o país para evitar processo por corrupção impulsionado pela ferrenha oposição. Uma guerra com o Peru (chamada Guerra de Cenepa, na área do rio com este nome) estourou em janeiro e fevereiro de 1995 em função de atrito sobre as fronteiras estabelecidas em 1942 e foi solucionada pelo Protocolo do Rio. Abdalá Bucaram, do PRE, foi eleito presidente em 1996 com uma plataforma populista prometendo reformas econômicas e sociais e o rompimento do que chamou de poder da oligarquia nacional e foi deposto em 1997 pelo Congresso sob alegação de incompetência mental. Em maio de 1997 a presidência interina de Fabián Alarcón, nomeado pelo congresso, foi endossada por um referendo popular. Durante a presidência de Alarcón, foi escrita a nova Constituição do país (1979) que só entrou em vigor no dia 5 de junho de 1998, depois das eleições presidenciais e de membros do Congresso de 31 de maio de 1988.[carece de fontes?]
Em 1998, o então prefeito de Quito, Jamil Mahuad do DP, foi eleito por uma estreita margem de votos assumindo o cargo no dia 10 de agosto de 1998, mesmo dia em que a nova Constituição do Equador entrou em vigor. Mahuad concluiu um acordo de paz com o Peru em 26 de outubro de 1998, mas com as crescentes dificuldades econômicas, fiscais e financeiras do país, a sua popularidade foi diminuindo até quando, inesperadamente, substituiu a moeda corrente indígena, o sucre (homenagem póstuma de um herói venezuelano na guerra revolucionária contra a Espanha), obsoleto, pelo dólar norte-americano (política monetária chamada de dolarização). Esta reforma monetária causou grave desassossego nas classes de baixo poder aquisitivo que tentava converter seus sucres em dólar com muita perda no câmbio, enquanto as classes mais abastadas, que já possuíam grandes volumes desta moeda e já faziam negócios com ela, capitalizaram grandes lucros.[carece de fontes?]

### Período contemporâneo

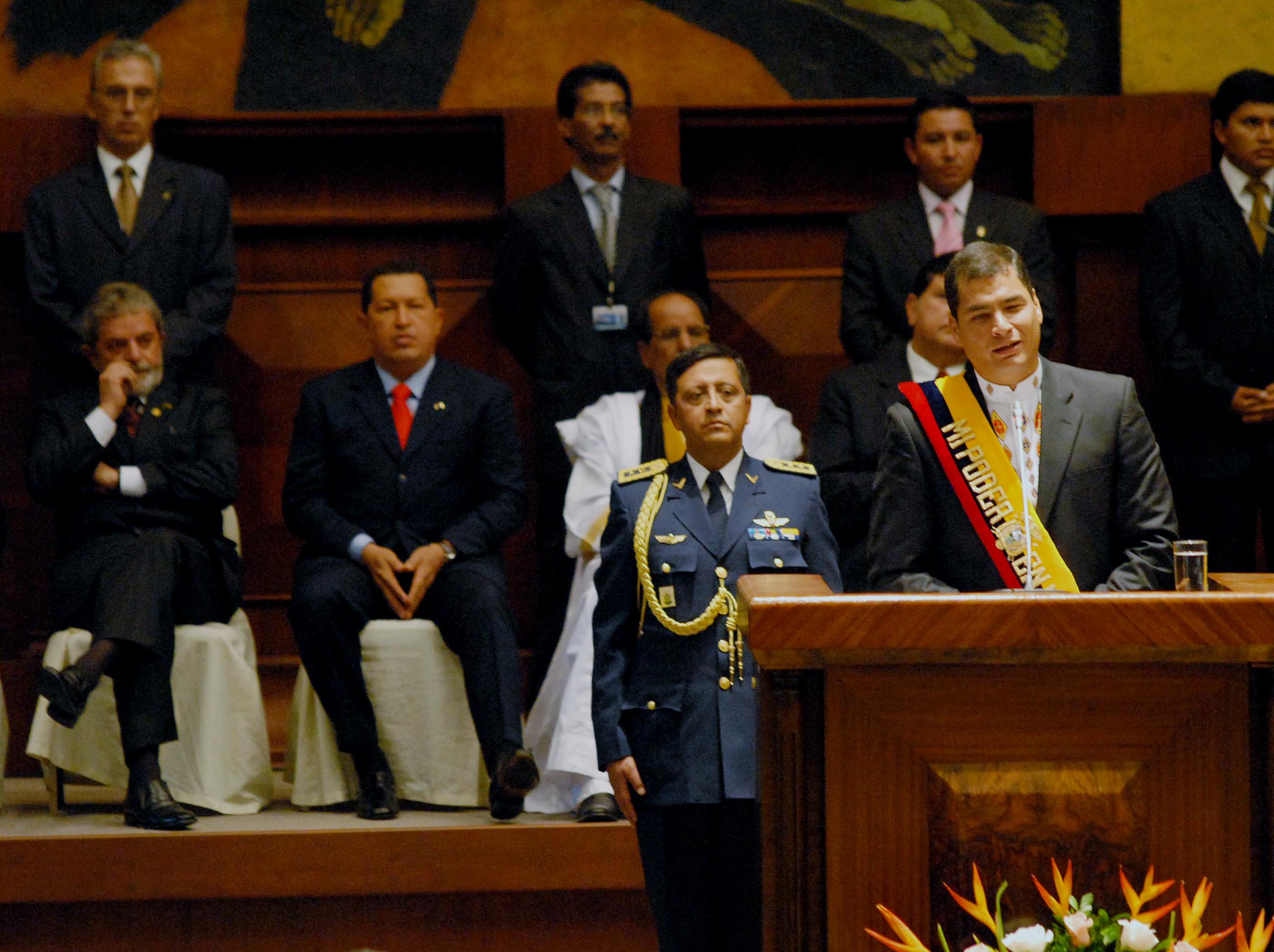
Posse de Rafael Correa em 2007.

Nas manifestações populares de grupos indígenas de 21 de janeiro de 2000 em Quito, o exército e a polícia se recusaram reprimir os manifestantes e em seguida a Assembleia Nacional Constituinte, num golpe de estado semelhante aos muitos já ocorridos no Equador, instituiu uma junta de tripartite para intervir na administração do país. Oficiais militares graduados declararam seu apoio à intervenção e, durante uma noite de confusão, depois de fracassarem as conversações, o presidente Mahuad foi forçado a fugir do palácio presidencial, encarregando, por decreto, o seu Vice-presidente Gustavo Noboa como responsável pela administração. Na manhã seguinte, Mahuad endossou Noboa como seu sucessor por uma rede nacional de televisão e o triunvirato militar, que efetivamente já dirigia o país, também o endossou. Assim, na reunião de emergência do mesmo dia 22 de janeiro, em Guayaquil, o Congresso do Equador ratificou Noboa como Presidente da República. A política de dolarização ainda permaneceu sob a liderança de Noboa. Embora a dolarização tenha mitigado seus efeitos e iniciado uma ligeira melhoria sobre a economia, o governo de Noboa foi acusado pela manutenção da dolarização e descuido com problemas sociais e outros assuntos importantes da política equatoriana.[carece de fontes?]
Em 15 de janeiro de 2003, o Coronel aposentado Lucio Gutiérrez, membro da junta militar que subverteu presidente Jamil Mahuad em 2000, assumiu a presidência do Equador com uma plataforma de combate à corrupção. O partido de Gutiérrez, tendo poucos assentos no Congresso, o força a negociar com outros partidos para mudar a legislação, já tendo ensaiado algumas reformas econômicas. Lucio Gutiérrez deixou o poder em 2005 diante da falta de apoio das Forças Armadas e no meio de fortes protestos, o que conduziu a que seu vice-presidente, Alfredo Palacio, assumisse a presidência. Nas eleições seguintes, Rafael Correa foi eleito e assumiu o cargo em 15 de janeiro de 2007. Rafael Correa governou por 10 anos. Em 28 de setembro de 2008 foi adotada uma nova Constituição. Em 24 de maio de 2017, tomou posse como novo presidente o administrador Lenin Moreno Garcez.[carece de fontes?]

## Geografia

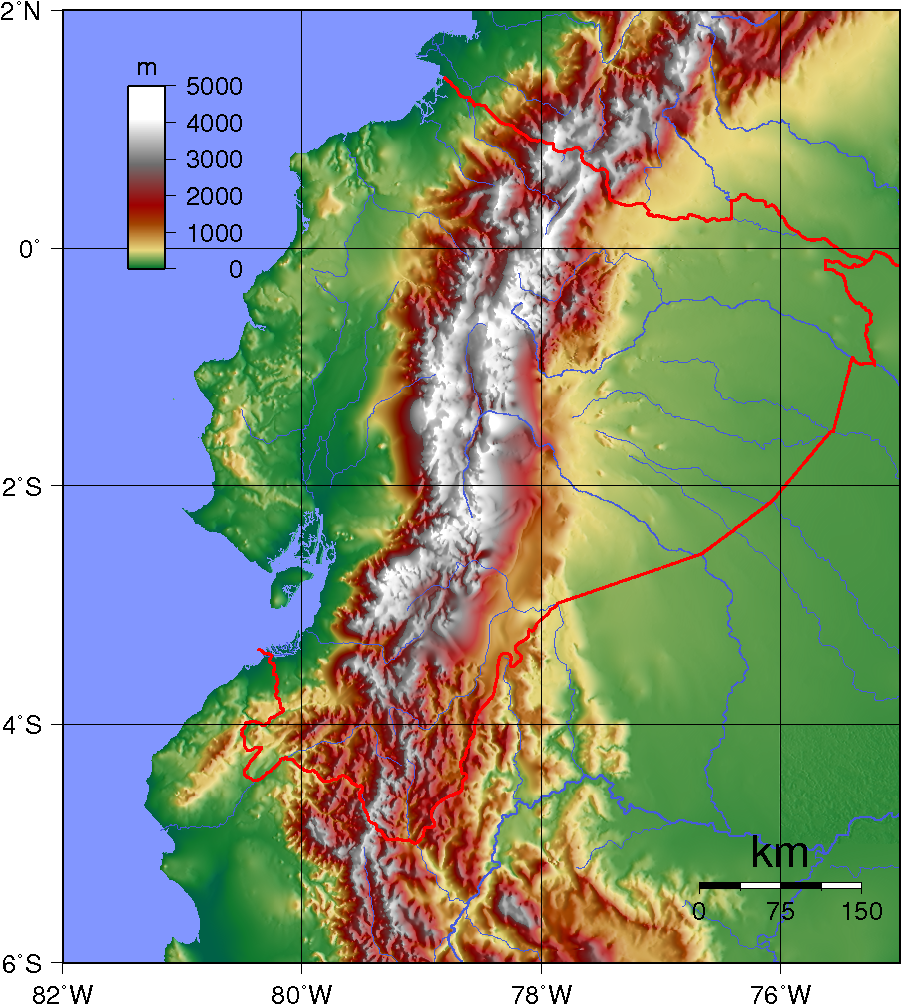
Mapa topográfico do Equador.

O Equador é um dos menores países da América do Sul e, assim como o Chile, não partilha fronteira com o Brasil. A paisagem é dominada pelos Andes, que atravessam o centro do país no sentido norte-sul, com altitudes que chegam aos 6 310 m no Chimborazo (praticamente no centro do país). A leste dos Andes, cerca de um quarto do território está integrado na bacia amazônica, e a oeste estende-se uma das mais extensas planícies costeiras da costa sul-americana do Pacífico.
A capital, Quito, localiza-se nos Andes e não é a maior cidade do país. Esse título cabe a Guayaquil, um porto de mar no golfo de Guayaquil, no sudoeste. O Equador também possui o arquipélago das Galápagos (Ilhas Galápagos) situado a cerca de 1 000 km ao oeste do continente.
No país se distinguem fundamentalmente quatro zonas: costa, que faz parte do "Chocó biogeográfico". Localiza-se ao oeste do país, é região plana e fértil de escassa altitude; serra, que corresponde à parte equatoriana dos Andes, divide de norte a sul o país em duas partes; oriente, ao leste do Equador encontra-se uma parte da floresta Amazônica; e ilhas Galápagos.

### Clima

Equador segundo a classificação climática de Köppen-Geiger.

Há uma grande variedade no clima do país, em grande parte determinada pela altitude. Com um clima ameno durante todo o ano nos vales das montanhas, o país tem um clima subtropical úmido nas zonas costeiras e florestas tropicais nas terras mais baixas. A área costeira do Pacífico tem um clima tropical com uma estação chuvosa. O clima no planalto andino é temperado e relativamente seco e na bacia amazônica, no lado leste das montanhas, compartilha o clima de outras zonas da Amazônia.
Devido à sua localização no equador, o país experimenta pouca variação nas horas de luz do dia durante o período de um ano. Tanto o nascer quanto o pôr do sol ocorrem a cada dia nas duas horas seis horas.

### Biodiversidade

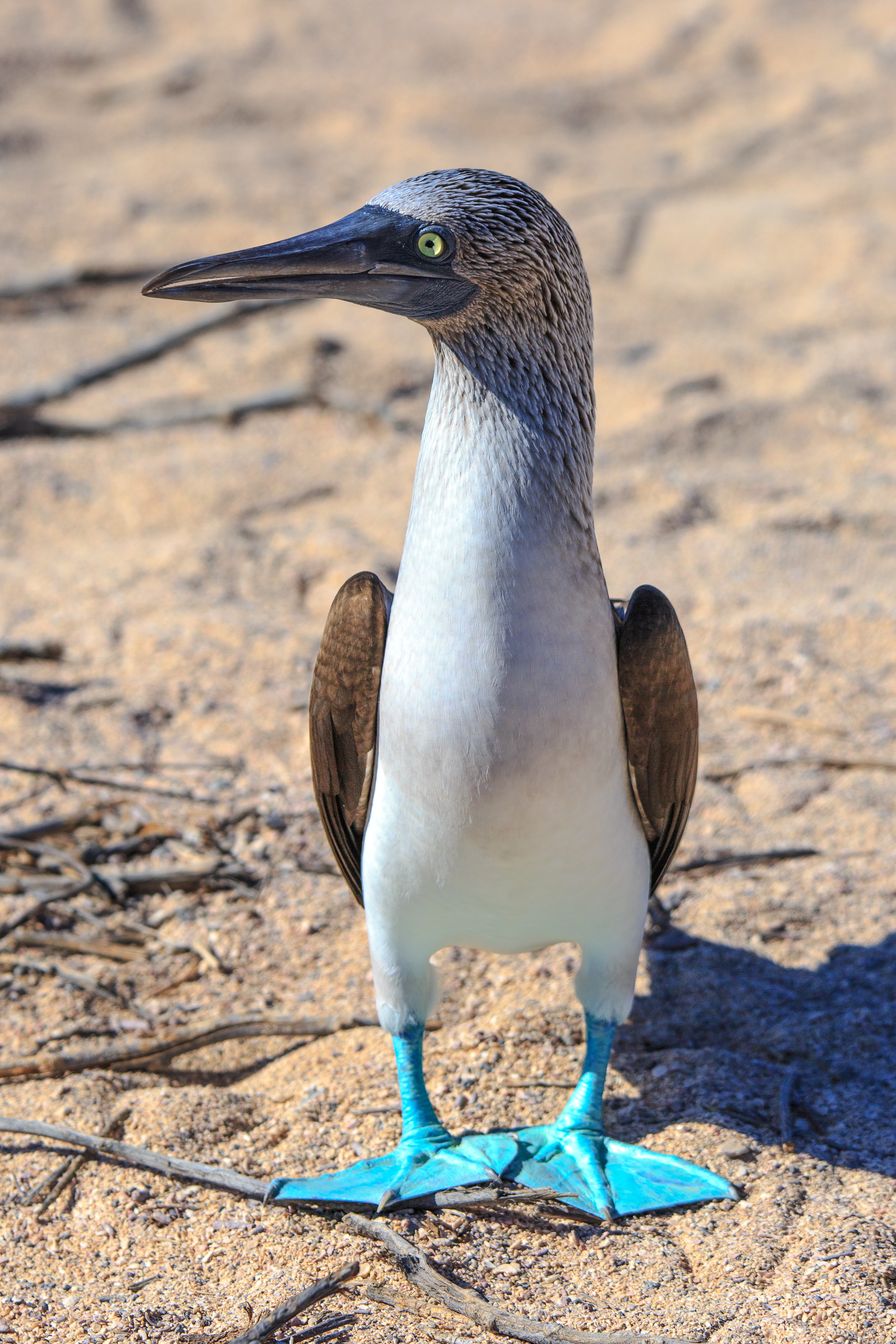
Patola-de-pés-azuis nas ilhas Galápagos.

O Equador é um dos dezessete países megadiversos do mundo, segundo a Conservação International, e tem a maior biodiversidade por quilômetro quadrado do mundo. O país tem 1 600 espécies de aves (15% das espécies de aves conhecidas do mundo) na área continental e 38 mais endêmicas de Galápagos. Além de mais de 16 000 espécies de plantas, 106 tipos de répteis endêmicos, 138 anfíbios endêmicos e 6 000 espécies de borboletas. As Ilhas Galápagos são conhecidas por serem uma região de fauna distinta, por serem o local de nascimento do evolucionismo, criado pelo britânico Charles Darwin, e por serem um Patrimônio Mundial da UNESCO.
O país sul-americano é o único no mundo que tem uma constituição que reconhece os direitos da natureza. A proteção da biodiversidade do país é uma prioridade nacional explícita e indicada no Plano Nacional do Bom-Viver, Objetivo 4, "Garantir os direitos das natureza", Política 1: "conservar e gerir sustentavelmente o patrimônio natural, incluindo a biodiversidade terrestre e marinha, que é considerada um setor estratégico". No momento da elaboração do Plano, em 2008, 19% da área terrestre do país era considerada uma área protegida, no entanto, o Plano também afirma que 32% da área do país deve ser protegida, para preservar a verdadeira biodiversidade do país. Entre as atuais áreas protegidas do país estão onze parques nacionais, dez refúgios de vida silvestre, nove reservas ecológicas e outros tipos de áreas de conservação.
Um programa iniciado em 2008 chamado Sociobosque está preservando outros 2,3% da área total (6 295 km²), ao pagar os proprietários privados ou proprietários de terra comunitários (como tribos indígenas) incentivos para manter conversar os ecossistemas presentes em suas propriedades, como florestas nativas ou pastagens. As taxas de elegibilidade e de subsídios deste programa são determinadas com base na pobreza da região, no número de hectares que serão protegidos e no tipo de ecossistema terrestre que será protegido, entre outros fatores. Apesar de estar na lista da UNESCO, as Galápagos estão ameaçadas por uma série de efeitos ambientais negativos, ameaçando a existência deste ecossistema exótico. Além disso, a exploração de petróleo na floresta amazônica equatoriana levou à liberação de milhares de milhões de litros de resíduos não tratados, gases e petróleo para o meio ambiente, contaminando os ecossistemas e causando efeitos prejudiciais à saúde dos povos indígenas.

## Demografia

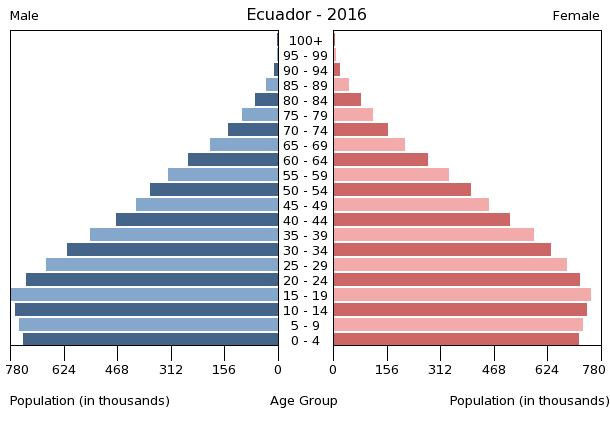
Pirâmide etária do Equador (2016).

A população equatoriana é etnicamente diversa e as estimativas de 2018 estimaram a população do país em 17 116 053 pessoas. a maioria da população está distribuída quase igualmente entre as regiões costeiras e montanhosas. a Amazônia está quase despovoada, embora cubra quase metade do território.

### Composição étnica
O maior grupo étnico (em 2010) são os mestiços, que são descendentes de colonizadores espanhóis que se miscigenaram com os povos indígenas e que constituem cerca de 71% dos a população. Os equatorianos brancos respondem por 6,1% da população do país e podem ser encontrados em todo o Equador, principalmente nas áreas urbanas. No período colonial a população branca do Equador era descendente principalmente de espanhóis, mas atualmente a população branca local é resultado de uma mistura de imigrantes europeus, principalmente da Espanha, mas também da Itália, França, Alemanha e Suíça, que se instalaram no país no início do século XX. O Equador também tem comunidades de descendentes do Oriente Médio, que também se juntaram à minoria branca. Estes incluem imigrantes economicamente abastados de ascendência libanesa e palestina, que são cristãos ou muçulmanos. Além disso, há uma pequena população de judeus europeus, que se baseia principalmente em Guayaquil e, em menor medida, em Quito, as duas maiores cidades do país.
Os ameríndios representam 13% da população atual. O povo montubio, principalmente rural, que vive nas províncias costeiras do país e que poderiam ser classificado como "pardo" representa 7,4% da população. Os afro-equatorianos são uma população minoritária (7%) e inclui os mulatos e os cafuzos e estão localizados, em grande parte, na província de Esmeraldas. Na Cordilheira dos Andes, onde os mestiços são predominantes, populações de brancos e ameríndios também existem e a presença de negros é quase inexistente, exceto por uma pequena comunidade na província de Imbabura, chamado Vale Chota. De acordo com um estudo genético de DNA autossômico realizado em 2008 pela Universidade de Brasília (UnB) a composição da população do Equador é a seguinte: 64,60% de contribuição indígena, 31,10% de contribuição europeia e 4,40% de contribuição africana.

### Religião
Religião no Equador(Pew Forum 2014)
De acordo com o Instituto Nacional de Estatística e Censos Equatoriano, 91,95% da população do país têm uma religião, 7,94% são ateus e 0,11% são agnósticos. Entre as pessoas que têm uma religião, 80,44% são católicos romanos (veja Circunscrições eclesiásticas católicas do Equador), 11,30% são protestantes, 1,29% são Testemunhas de Jeová e 6,97% outros (principalmente judeus, budistas e mórmons). Nas partes rurais do país, é comum o sincretismo entre crenças indígenas e o catolicismo. A maioria dos festivais e desfiles anuais são baseados em celebrações religiosas, muitos incorporando uma mistura de ritos e ícones.

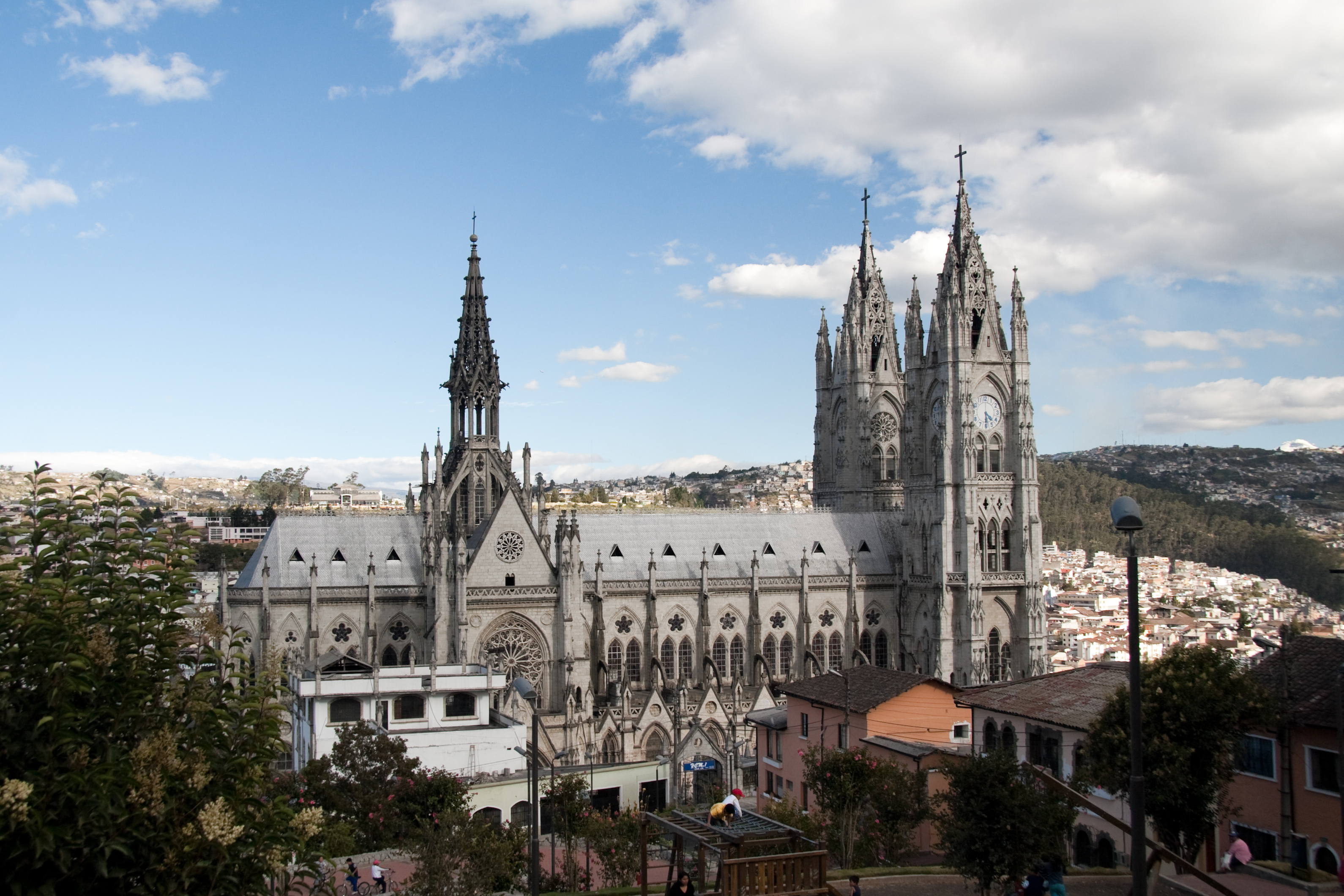
Basílica do Voto Nacional, centro histórico de Quito.

Há um pequeno número de cristãos ortodoxos orientais, religiões indígenas, muçulmanos, budistas e Bahá'í no país. O Equador tem também seguidores da Igreja de Jesus Cristo dos Santos dos Últimos Dias que representam cerca de 1,4% da população, ou 211 165 membros no final de 2012. Em 2012, havia 77 323 Testemunhas de Jeová no país.
A "Comunidade Judaica do Equador" tem a sua sede em Quito e possui cerca de 200 membros. No entanto, esse número está diminuindo porque os jovens deixam o país para irem aos Estados Unidos ou Israel. A comunidade tem um centro judaico com uma sinagoga, um clube de campo e um cemitério. Ela mantém a Escola Albert Einstein, onde são oferecidas aulas de história judaica, religião e hebraico. Há comunidades de judeus muito pequenas em Cuenca. A "Comunidade do Culto Israelita" reúne os judeus de Guayaquil. Esta comunidade funciona independentemente da "Comunidade Judaica do Equador" e é composta por apenas 30 pessoas. Visitantes judeus no Equador também podem tirar proveito dos recursos dessas comunidades judaicas quando viajam ao país, mesmo na Floresta Amazônica. A cidade também tem uma sinagoga do judaísmo messiânico.

### Urbanização
Quito, a capital com 2 011 388 habitantes na área urbana (suas 32 paróquias urbanas); Possui 2 781 641 habitantes em seu distrito metropolitano e 3 156 182 em sua aglomeração, tornando-a a cidade mais populosa do país. É a sede do governo, onde estão concentrados os poderes do Estado, é a primeira cidade a ser declarada Patrimônio da Humanidade pela Unesco, porque também é o centro cultural e histórico do país.

Guaiaquil, a cidade mais populosa do Equador, possui 2 654 433 habitantes em sua área urbana (suas 16 paróquias urbanas) e 3 453 621 milhões em sua área metropolitana. Polo de concentração das cidades do centro do país, tornando-o também o mais extenso da região, é também o principal porto do Equador, onde são comercializados aproximadamente 70% das importações e exportações do país, além de um importante destino de negócios na costa do Pacífico. Cuenca, é a terceira cidade em população e extensão, com 636 996 habitantes, constituindo-se como a cidade mais importante do Austro equatoriano, além de ter um bastião em seu centro histórico, portanto, declarada Patrimônio Mundial pela UNESCO.

## Política
O Equador é uma república presidencialista unitária. Segundo a constituição de 1979, o presidente e o vice-presidente são eleitos por voto popular direto e secreto para um período de quatro anos. Depois da aprovação da nova constituição em 2008, já é permitida a reeleição para um segundo mandato. O presidente escolhe seus ministros e governadores das províncias.

### Governo

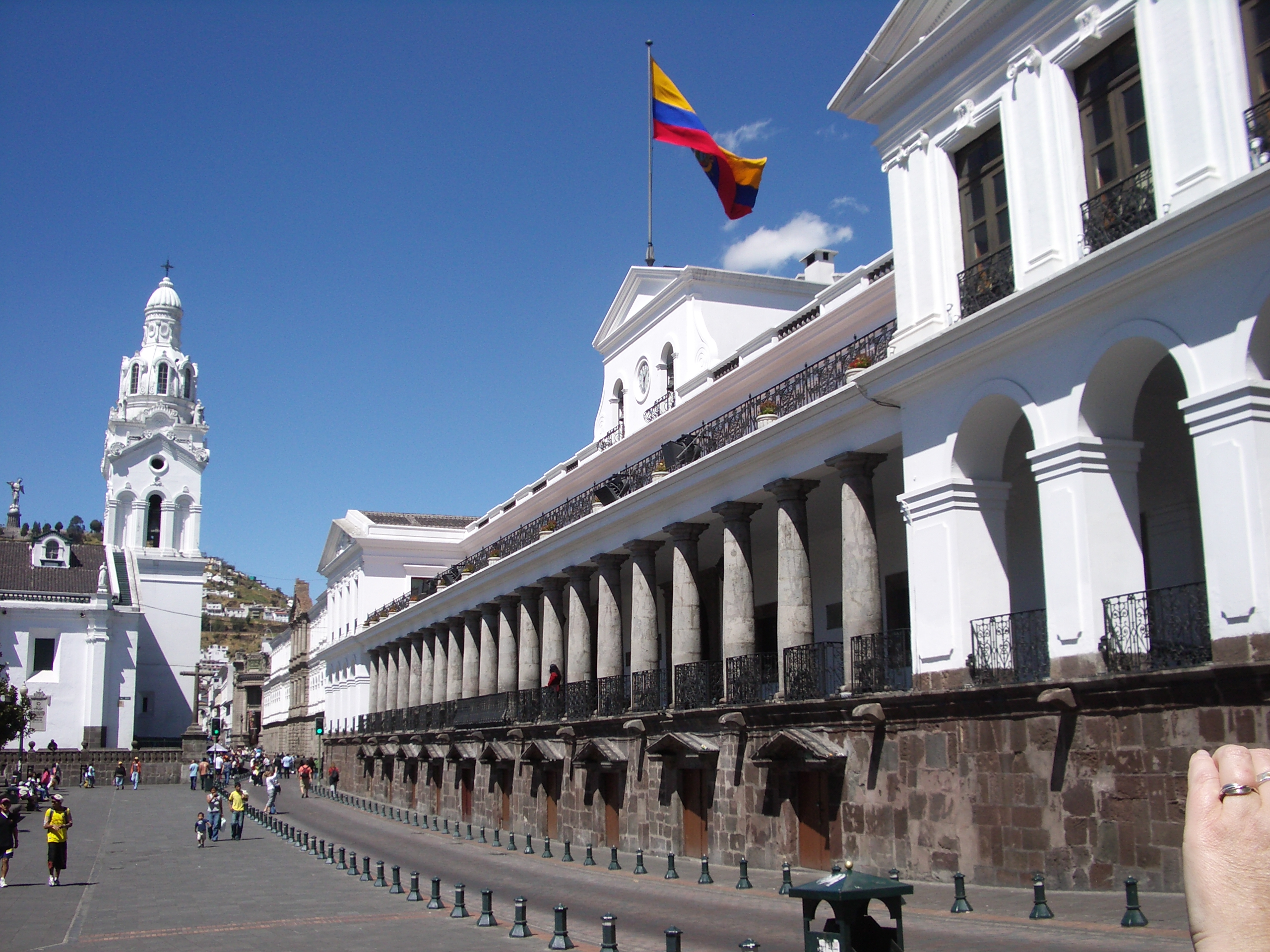
Palácio de Carondelet, em Quito, a sede do poder executivo.

O país é governado por um presidente democraticamente eleito, para um mandato de quatro anos. O atual presidente do Equador, Daniel Noboa, assumiu em 2023. A atual constituição equatoriana foi escrita por Assembleia Constituinte eleita em 2007 e foi aprovada por referendo em 2008. Desde 1936, o voto é obrigatório para todas as pessoas alfabetizadas com idade entre 18 e 65 anos de idade e opcional para todos os outros cidadãos.
A Assembleia Nacional do Equador é unicameral e é composta por 100 membros, eleitos diretamente por voto popular, nas províncias, para um período de 4 anos. O Equador é dividido em 24 províncias, divididas em municípios.
A Suprema Corte do Equador é composta de 31 juízes. O país não aceita jurisdição compulsória da Corte Internacional de Justiça. Os novos membros da Suprema Corte são escolhidos pelos membros atuais da corte. Há também uma Corte Eleitoral e uma Corte Constitucional. Numa crise política em 2004, membros da Corte Eleitoral e da Corte Constitucional foram substituídos pelo Congresso. Em 2005, foi a vez do Congresso substituir 27 dos 31 juízes da Suprema Corte.

### Forças armadas

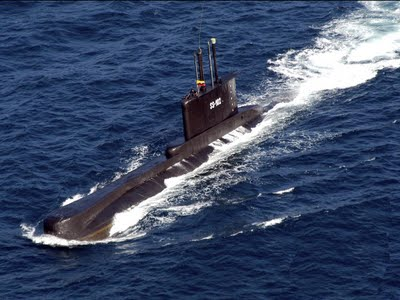
Submarino da Marinha do Equador.

As Forças Armadas do Equador (Fuerzas Armadas del Equador), consistem no Exército, Força Aérea e Marinha e têm a responsabilidade de preservar a integridade e a soberania nacional dos territórios sob a jurisdição do Equador.
Devido às contínuas disputas fronteiriças com o Peru, finalmente resolvidas no início de 2000, e devido ao problema permanente com a guerrilha colombiana que se infiltra nas províncias da Amazônia, as forças armadas equatorianas passaram por uma série de mudanças. Em 2009, a nova administração no Ministério da Defesa lançou uma profunda reestruturação no seio das forças, aumentando a despesa do orçamento para 1 691 776 803 dólares, um aumento de 25%.
Os ícones das forças militares equatorianos são o Marechal Antonio José de Sucre e o General Eloy Alfaro. A Academia Militar Geral Eloy Alfaro (c. 1838) diploma os oficiais do exército e está localizada em Quito. A Academia Marinha do Equador (c. 1837), localizada em Salinas, treina os oficiais da marinha e a Academia Aérea Cosme Rennella (c. 1920), também localizado em Salinas, forma os oficiais da força aérea. Outras academias de treinamento para diferentes especialidades militares são encontradas em todo o país.

### Relações internacionais

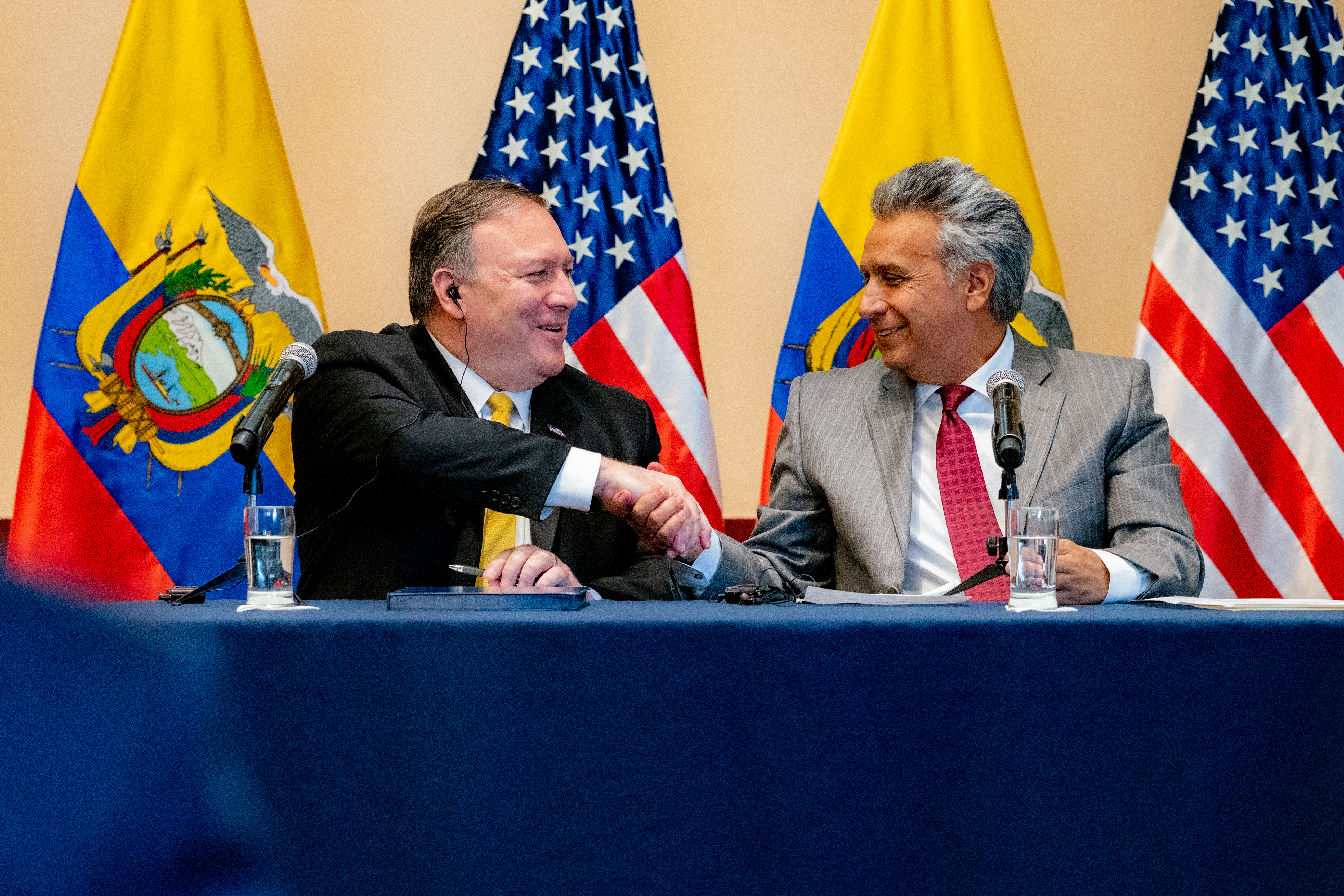
Presidente equatoriano Lenín Moreno com Mike Pompeo em julho de 2019.

Entre os principais objetivos da política externa do Equador têm tradicionalmente estado a defesa de seu território contra agressões externas e apoio aos objetivos das Nações Unidas e da Organização dos Estados Americanos (OEA). A adesão do Equador à Organização dos Países Exportadores de Petróleo (OPEP) permitiu aos líderes do país exercer um pouco mais de autonomia em sua política externa. Na Antártida, o Equador mantém uma estação de pesquisa pacífica para o estudo científico como uma nação membro do Tratado da Antártida. O país tem muitas vezes colocado grande ênfase em abordagens multilaterais para os problemas internacionais. O Equador é um membro das Nações Unidas (e da maioria das suas agências especializadas) e é membro de vários grupos regionais, como o Grupo do Rio, o Sistema Econômico Latino-Americano, a Organização Latino-Americana de Energia, a Associação Latino-Americana de Integração, a Aliança Bolivariana, a Comunidade Andina de Nações, a União de Nações Sul-Americanas (Unasul) e o Banco do Sul.

## Subdivisões
O Equador se divide geograficamente em 4 regiões: Serra, Costeira, Amazônica e Insular. Política e administrativamente o Equador se divide em 24 províncias, que, por sua vez, estão subdivididas em 219 cantões. Os cantões estão divididos em paróquias, que são classificadas em paróquias urbanas e paróquias rurais.
| n.º | Província  | Capital                 |
| --- | ---------- | ----------------------- |
| 1   | Azuay      | Cuenca                  |
| 2   | Bolívar    | Guaranda                |
| 3   | Cañar      | Azogues                 |
| 4   | Carchi     | Tulcán                  |
| 5   | Chimborazo | Riobamba                |
| 6   | Cotopaxi   | Latacunga               |
| 7   | El Oro     | Machala                 |
| 8   | Esmeraldas | Esmeraldas              |
| 9   | Galápagos  | Puerto Baquerizo Moreno |
| 10  | Guayas     | Guaiaquil               |
| 11  | Imbabura   | Ibarra                  |
| 12  | Loja       | Loja                    |
| 13  | Los Ríos   | Babahoyo                |

| n.º | Província                      | Capital                        |
| --- | ------------------------------ | ------------------------------ |
| 14  | Manabí                         | Portoviejo                     |
| 15  | Morona-Santiago                | Macas                          |
| 16  | Napo                           | Tena                           |
| 17  | Orellana                       | Puerto Francisco de Orellana   |
| 18  | Pastaza                        | Puyo                           |
| 19  | Pichincha                      | Quito                          |
| 20  | Santa Elena                    | Santa Elena                    |
| 21  | Santo Domingo de los Tsáchilas | Santo Domingo de los Colorados |
| 22  | Sucumbíos                      | Nueva Loja                     |
| 23  | Tungurahua                     | Ambato                         |
| 24  | Zamora-Chinchipe               | Zamora                         |

## Economia

Principais exportações equatorianas em 2019.

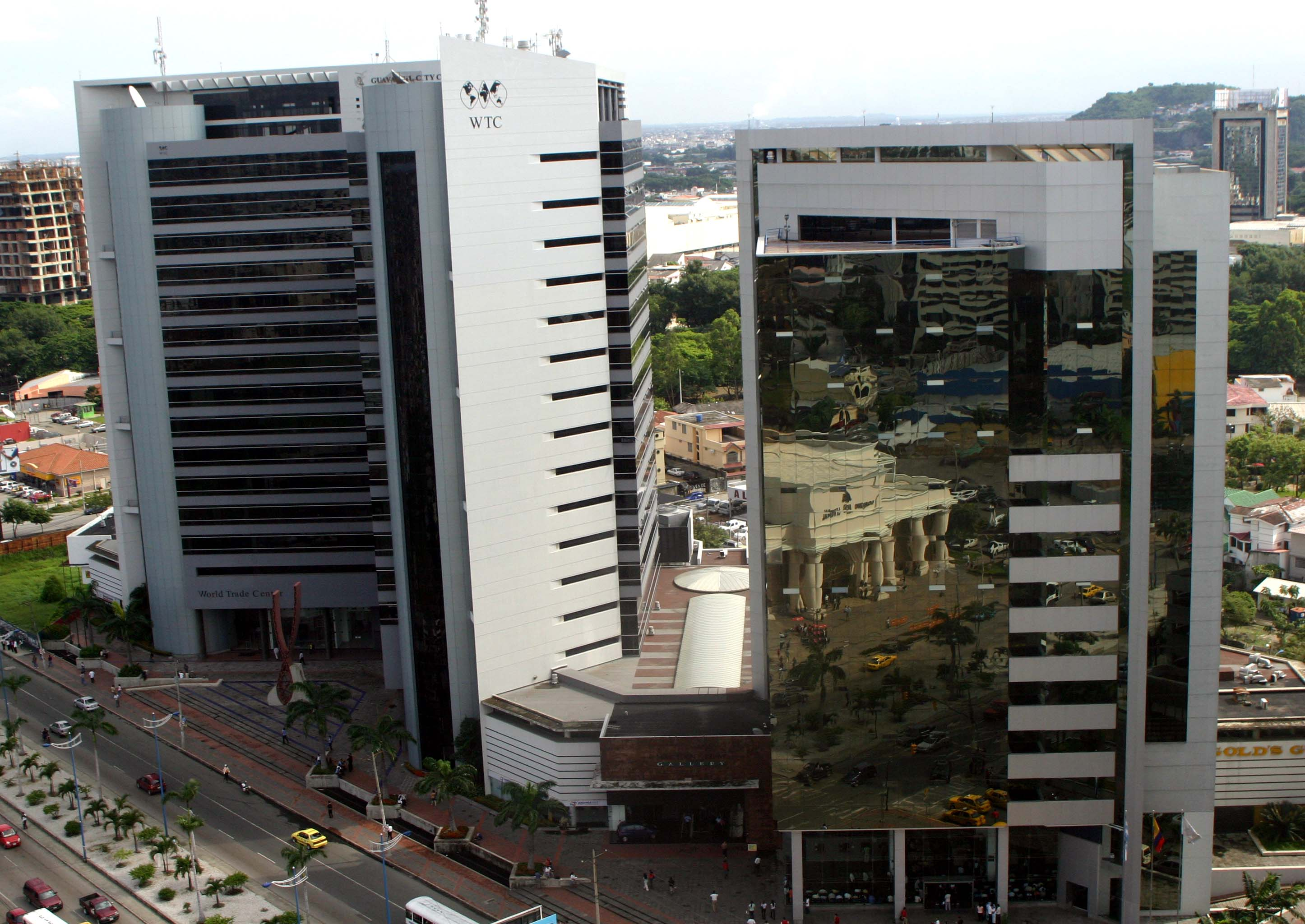
Complexo World Trade Center (WTC) de Guayaquil.

A economia do Equador é a oitava maior da América Latina e experimentou um crescimento econômico médio de 4,6% entre 2000 e 2006. De 2007 a 2012 o PIB do Equador cresceu a uma média anual de 4,3%, acima da média da América Latina e do Caribe (Caraíbas, em português de Portugal), que foi de 3,5 por cento, de acordo com a Comissão Econômica para a América Latina e o Caribe (CEPAL), das Nações Unidas. O Equador foi capaz de manter um crescimento relativamente superior durante a crise econômica de 2008-2009. Em janeiro de 2009, o Banco Central do Equador estimou o crescimento de 2010 em 6,88%. Em 2011, o PIB cresceu 7,8% e foi o terceiro maior aumento da América Latina, atrás de Argentina (2°) e Panamá (1°).
Entre 1999 e 2007, o PIB dobrou de tamanho, chegando a 65 bilhões de dólares. A taxa de inflação até janeiro de 2008, esteve em cerca de 1,14%, a maior registrada no ano passado, de acordo com o governo. A taxa de desemprego mensal manteve-se em cerca de 6 e 8 por cento entre dezembro de 2007 até setembro de 2008; no entanto, subiu para cerca de 9% em outubro e caiu outra vez em novembro de 2008 para 8%. A taxa de desemprego média anual para 2009 no Equador foi de 8,5%, por causa da crise econômica global que continuou a afetar as economias latino-americanas. A partir desse ponto as taxas de desemprego começaram a iniciar uma tendência de queda: de 7,6% em 2010; 6% em 2011 e 4,8% em 2012.
O índice de pobreza extrema caiu de forma significativa entre 1999 e 2010. Em 2001, estimou-se que 40% da população estava nesta faixa de renda, enquanto em 2011 o número caiu para 17,4 % da população total. Isto pode ser explicado pela emigração e pela estabilidade econômica alcançada após a adoção do dólar dos Estados Unidos como meio oficial de transação. No entanto, em 2008, com o mau desempenho econômico das nações onde a maioria dos emigrantes equatorianos trabalham, a redução da pobreza tem sido realizada por meio de gastos sociais, principalmente em educação e saúde.

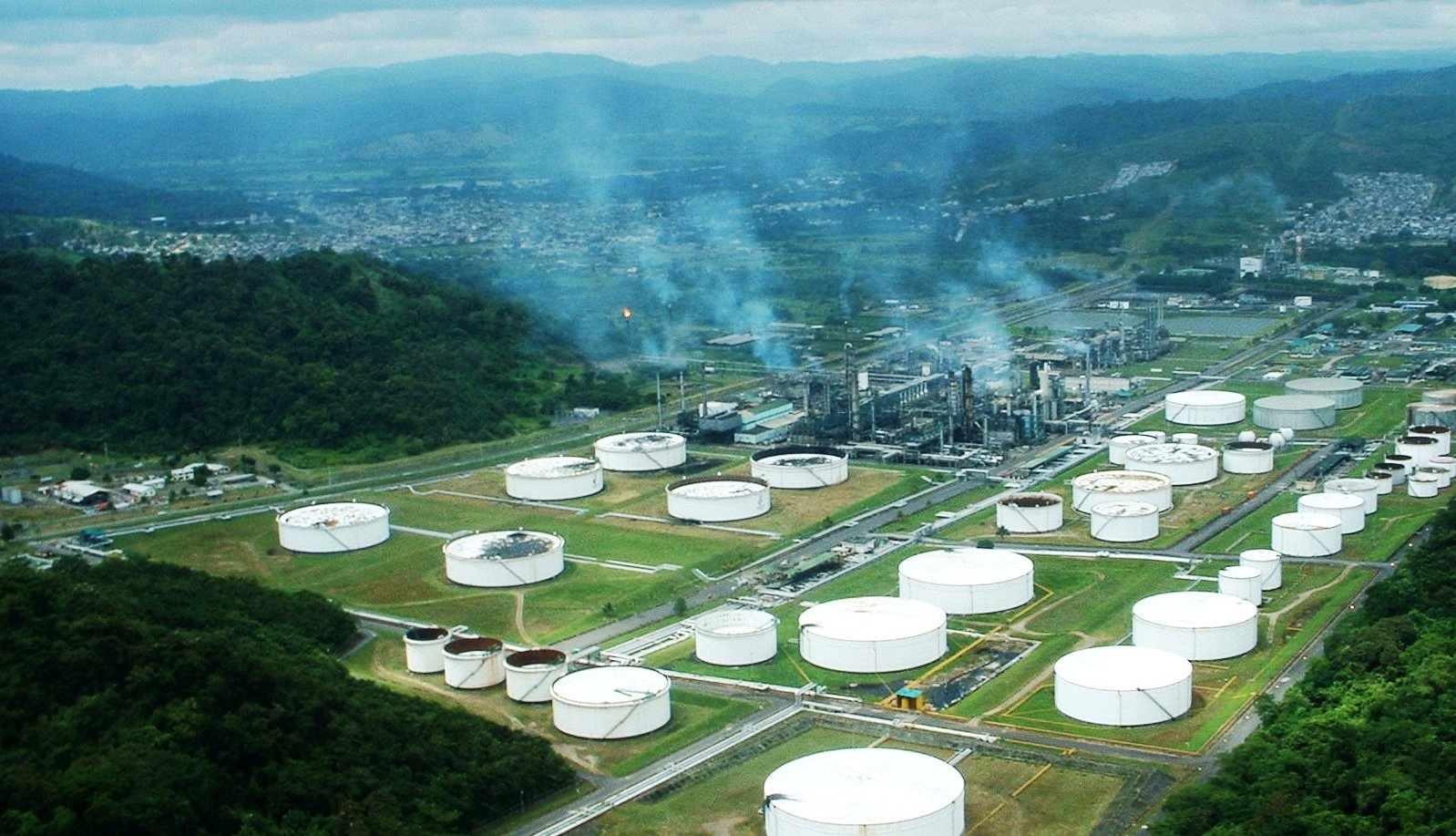
Refinarias em Esmeraldas.

O petróleo representa 40% das exportações do país e contribui para a manutenção de uma balança comercial positiva. Desde o final da década de 1960, a exploração e a produção de petróleo aumentaram, enquanto as reservas provadas eram estimadas em 6,51 bilhões de barris em 2011. A balança comercial global para agosto de 2012 foi de um superávit de quase 390 milhões de dólares para os primeiros seis meses de 2012, um número enorme em comparação com o de 2007, que chegou a apenas 5,7 milhões de dólares. O superávit havia aumentado em cerca de 425 milhões dólares americanos em relação a 2006. A balança comercial positiva de petróleo teve um faturamento de 3,2 milhões de dólares em 2008, enquanto a não petrolífera foi negativa, no valor de 2,8 milhões de dólares. A balança comercial com Estados Unidos, Chile, União Europeia, Bolívia, Peru, Brasil e México é positiva. A balança comercial com Argentina, Colômbia e Ásia é negativa.
No setor agrícola, o Equador é um grande exportador de bananas (primeiro lugar mundial em produção e exportação), flores e o sétimo maior produtor mundial de cacau. Camarão, cana-de- açúcar, arroz, algodão, milho, palma e produções de café também são significativas. Entre os vastos recursos naturais do país estão grandes quantidades de madeira em todo o país , como eucalipto e manguezais. Pinhas e cedros são plantados na região andina e nozes, alecrim e madeira de na bacia do rio Guayas. A indústria está concentrada principalmente na cidade de Guayaquil, o maior centro industrial do país, e em Quito, onde nos últimos anos a indústria tem crescido consideravelmente. Esta cidade é também o maior centro de negócios do país. A produção industrial é direcionada principalmente para o mercado interno. Apesar disso, não há exportação limitada de produtos produzidos ou processados industrialmente. Estes incluem enlatados alimentos, bebidas, joias, móveis e outros. Uma pequena parte da atividade industrial também está concentrada em Cuenca.

## Infraestrutura

### Transportes

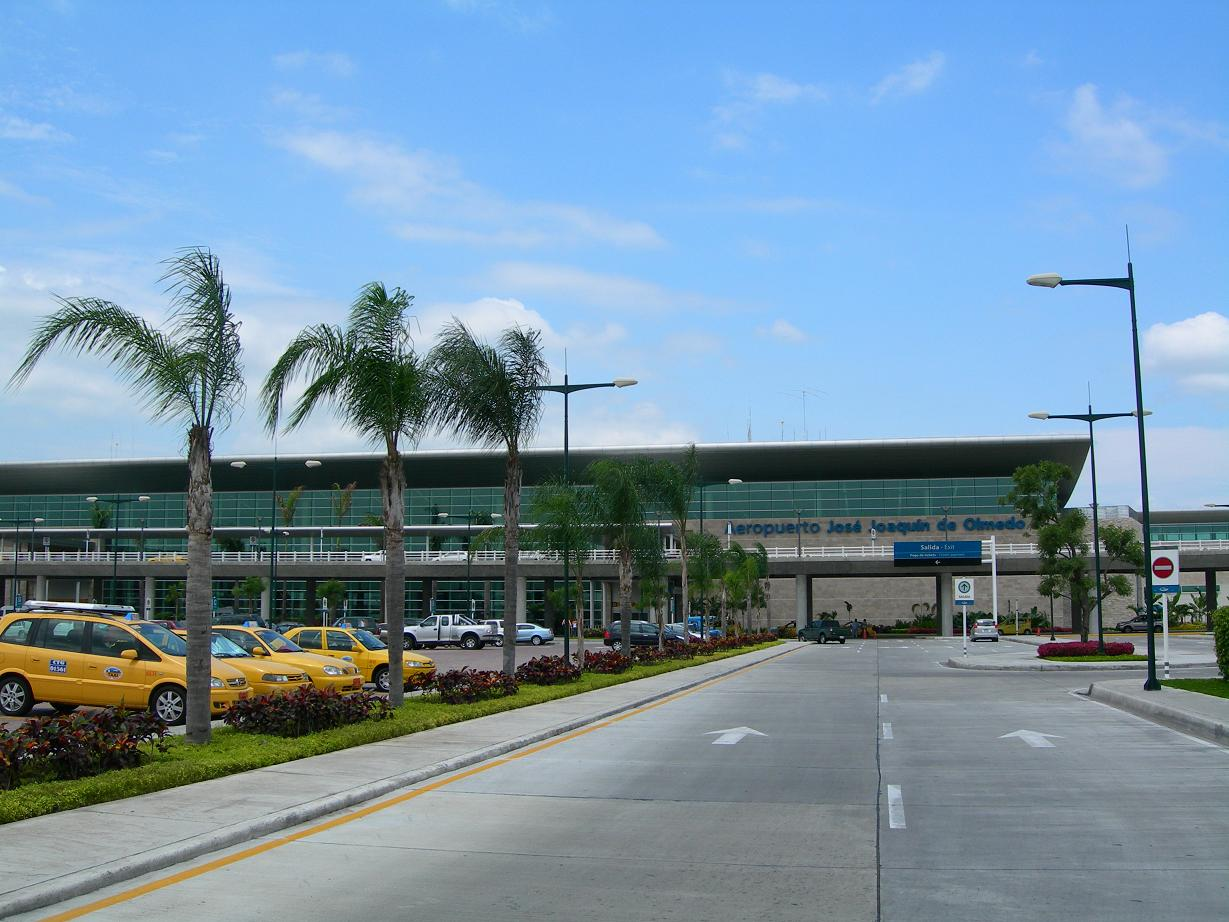
Interior do Aeroporto Internacional José Joaquín de Olmedo, em Guaiaquil.

O Equador tem uma rede de 43.670 km de rodovias, sendo 6 472 km pavimentados. O país tem uma rede de 961 km de ferrovias e a reabilitação das ferrovias equatorianas e a utilização da rede como uma atração turística é um dos desenvolvimentos recentes em matéria de transporte.
O país possui 432 aeroportos em seu território. Os aeroportos internacionais de Quito e de Guayaquil têm experimentado um grande aumento na demanda e têm exigido modernização. No caso de Guayaquil, o processo de modernização envolveu um novo terminal aéreo, que já foi considerado o melhor da América do Sul e um dos melhores da América Latina, e, em Quito, onde todo um novo aeroporto foi construído em Tababela e inaugurado em fevereiro de 2013, com assistência canadense. No entanto, a principal estrada que liga o centro da cidade de Quito ao novo aeroporto só estará completa em 2014.

### Saúde

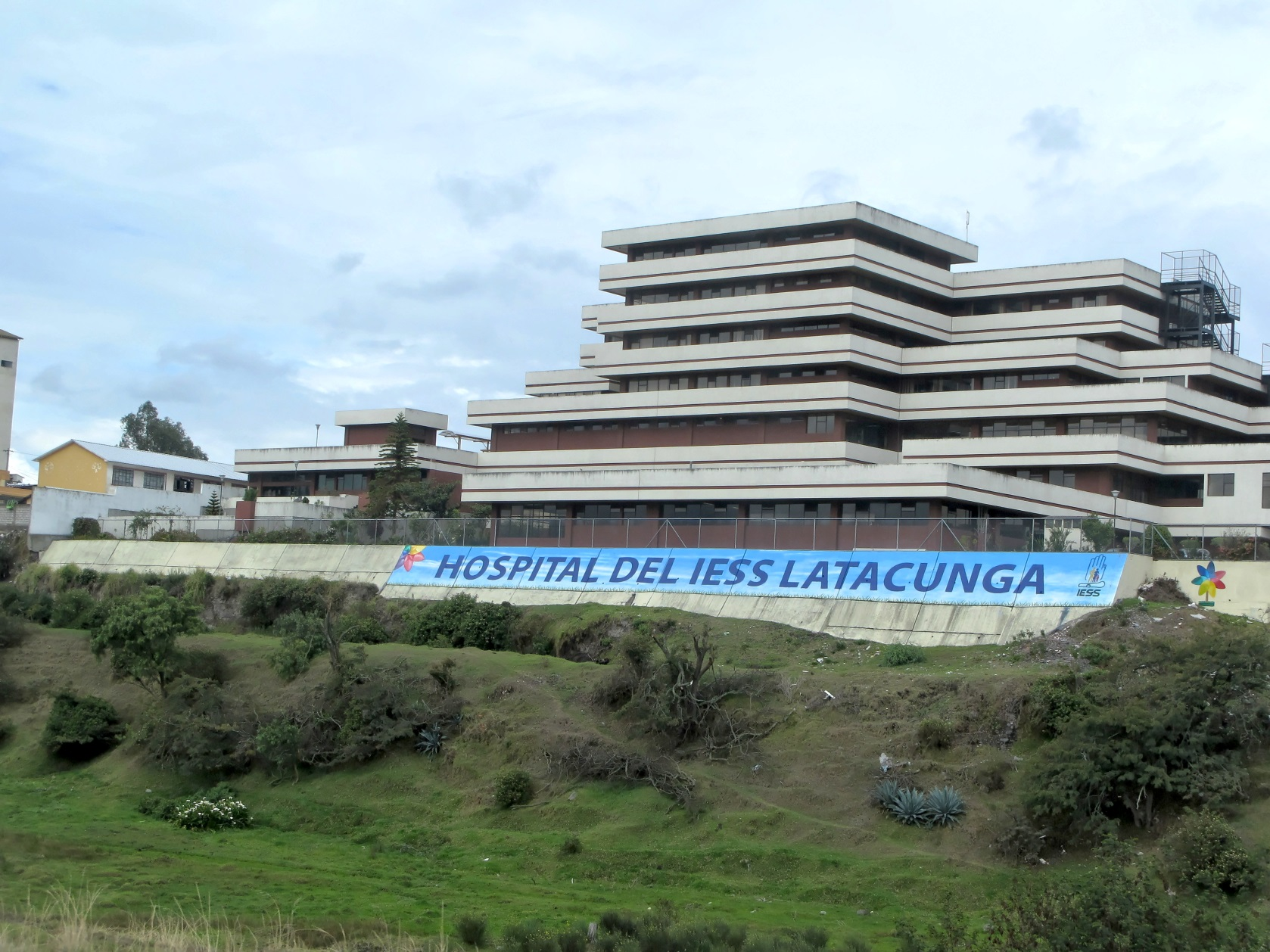
Hospital público em Latacunga.

O sistema público de saúde equatoriano permite que os pacientes sejam atendidos sem consulta em hospitais públicos gerais por clínicos gerais e especialistas em ambulatóriosem nenhum custo. Isso é feito nas quatro especialidades básicas: pediatria, ginecologia, clínica médica e cirurgia. Embora hospitais geralmente bem equipados sejam encontrados nas principais cidades ou capitais de províncias, existem hospitais básicos nas cidades menores e cidades cantonais para consultas de cuidados familiares e tratamentos em pediatria, ginecologia, medicina clínica e cirurgia. Os centros de saúde comunitários (centros de salud) estão localizados nas áreas metropolitanas das cidades e nas áreas rurais. Esses são hospitais-dia oferecem tratamento a pacientes cuja hospitalização é inferior a 24 horas. Os médicos designados para comunidades rurais, onde a população ameríndia pode ser significativa, têm pequenas clínicas sob sua responsabilidade para o tratamento de pacientes, da mesma forma que os hospitais-dia nas grandes cidades. O tratamento neste caso respeita a cultura da comunidade.
O Equador atualmente ocupa a 20ª posição, nos países de assistência médica mais eficientes, em comparação com 111 nações no ano de 2000. Os equatorianos têm uma expectativa de vida de 77,1 anos. A taxa de mortalidade infantil é de 13 por mil nascidos vivos, uma grande melhoria em relação aos 76 óbitos por nascimento registrados no início da década de 1980 e aos 140 nos anos 1950. Cerca de 23% das crianças menores de cinco anos sofrem de desnutrição crônica. A população de algumas áreas rurais não tem acesso a água potável e seu abastecimento é feito por meio de caminhões-pipa. Existem 686 casos de malária por 100 mil pessoas. Cuidados básicos de saúde, incluindo consultas médicas, cirurgias básicas e medicamentos básicos, são fornecidos gratuitamente desde 2008.

### Educação

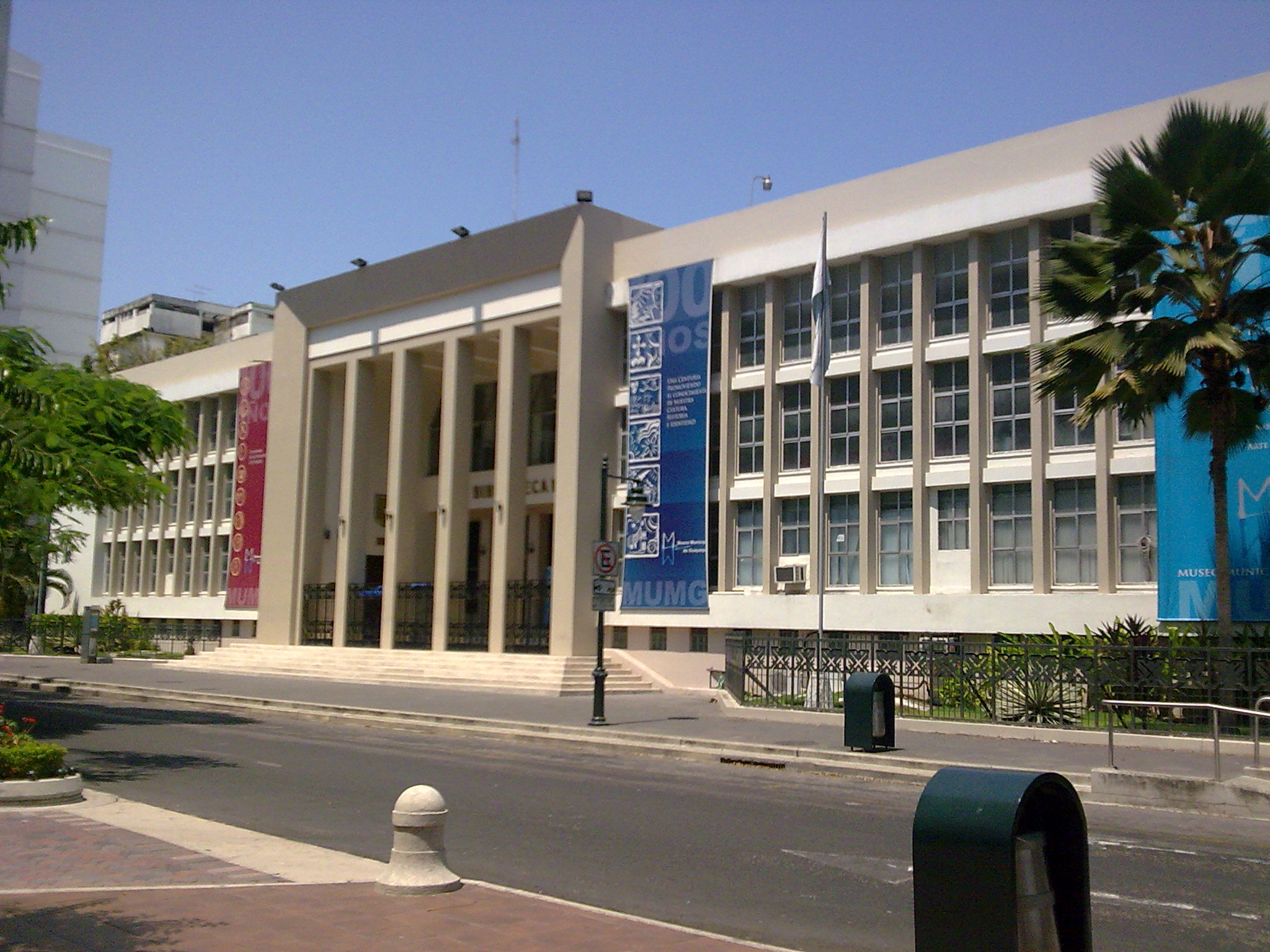
Biblioteca municipal de Guayaquil.

A educação no país é gratuita e obrigatória até completarem o "nível básico de educação", dos 5 aos 14 anos. Os custos da educação primária e secundária são pagos pelo governo, mas as famílias normalmente possuem despesas adicionais como taxas e custos de transporte. As provisões das escolas públicas estão a um nível bem menor do que o necessário, e em 2000 os recursos continuaram a diminuir, tanto em termos reais como na proporção do produto interno bruto (PIB). O tamanho das turmas normalmente é bem grande. Apesar de gratuito as famílias de poucos recursos normalmente acham necessário pagar pela educação.

### Ciência e tecnologia
O Equador está atualmente na 96ª posição em inovação em tecnologia. Os ícones mais notáveis das ciências equatorianas são o matemático e cartógrafo Pedro Vicente Maldonado, nascido em Riobamba em 1707, e o impressor, precursor da independência e pioneiro médico Eugenio Espejo, nascido em 1747 em Quito. Entre outros notáveis cientistas e engenheiros equatorianos estão o tenente José Rodriguez Lavandera, pioneiro que construiu o primeiro submarino na América Latina em 1837; Reinaldo Espinosa Aguilar (1898–1950), botânico e biólogo da flora andina; e José Aurelio Dueñas (1880-1961), químico e inventor de um método de serigrafia têxtil.

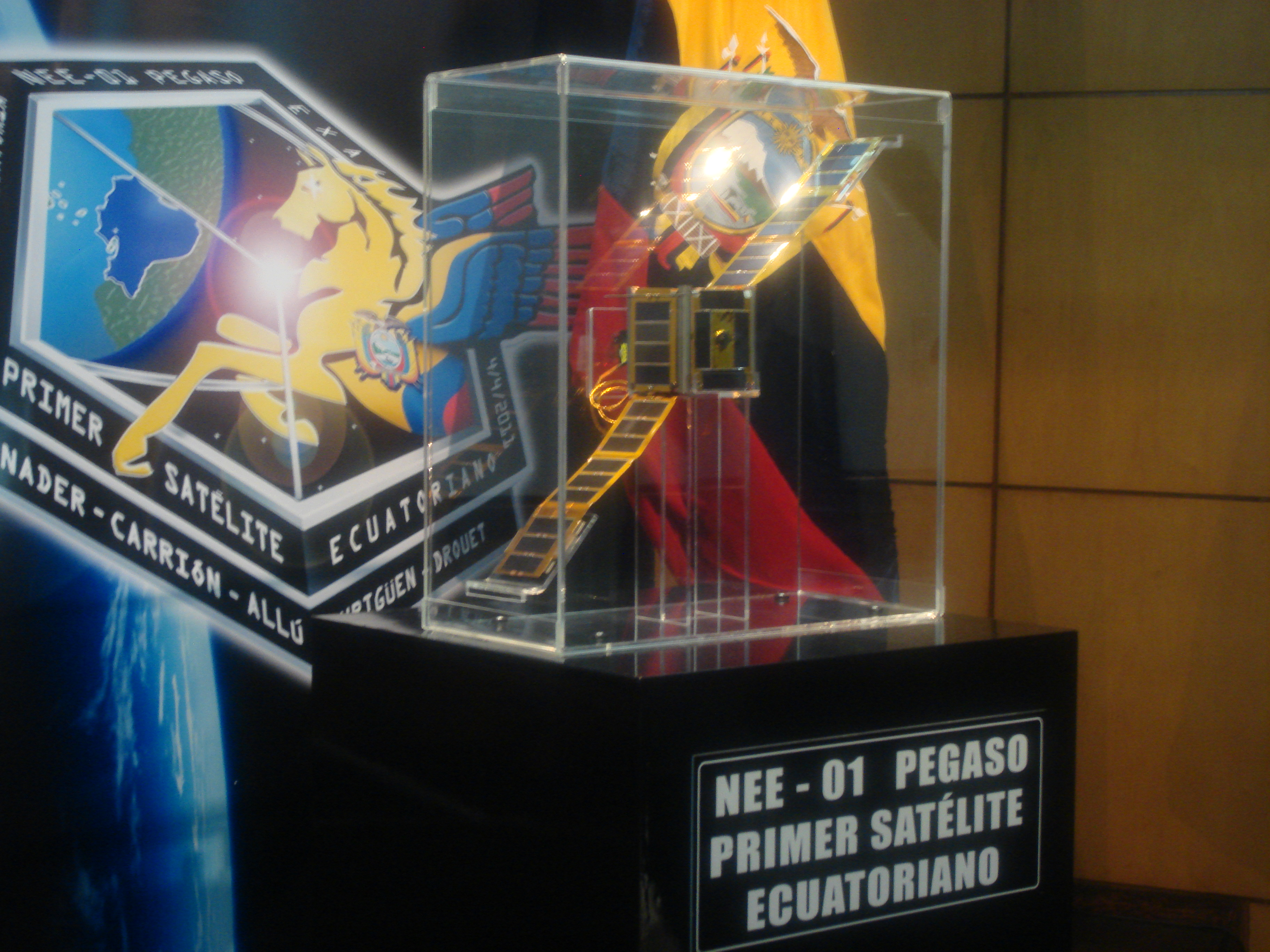
NEE-01 Pegaso, o primeiro satélite artificial da Agência Espacial Civil Equatoriana.

O mais antigo observatório da América do Sul é o Observatório Astronômico de Quito e está localizado no país. O Observatório Astronômico de Quito, que oferece à comunidade global um Sistema de Telescópio Virtual conectado via Internet e que permite ao mundo assistir por streaming, é gerenciado pela EUREF Permanent Network (EPN). Foi fundado em 1873.
As principais áreas de pesquisa científica no Equador têm sido nos campos da medicina, tratamentos de doenças tropicais e infecciosas, engenharia agrícola, pesquisa farmacêutica e bioengenharia. Sendo um país pequeno e consumidor de tecnologia estrangeira, o Equador tem favorecido pesquisas apoiadas pelo empreendedorismo em tecnologia da informação. O programa antivírus Checkprogram, o sistema de proteção bancária MdLock e o Core Banking Software Cobis são produtos do desenvolvimento científico equatoriano. Cientistas equatorianos contemporâneos que foram reconhecidos por instituições internacionais são Eugenia del Pino (nascido em 1945), a primeira equatoriana a ser eleito para a Academia Nacional de Ciências dos Estados Unidos e Arturo Villavicencio, que fazia parte do grupo de trabalho do Painel Intergovernamental sobre Mudanças Climáticas (IPCC), que compartilhou o Prêmio Nobel da Paz de 2007 com Al Gore por sua divulgação dos efeitos da mudança climática. A Secretaria Nacional de Educação Superior, Ciência e Tecnologia (Senescyt), que possui status de ministério, é responsável pelo gerenciamento das políticas de pesquisa científica no Equador.

## Cultura

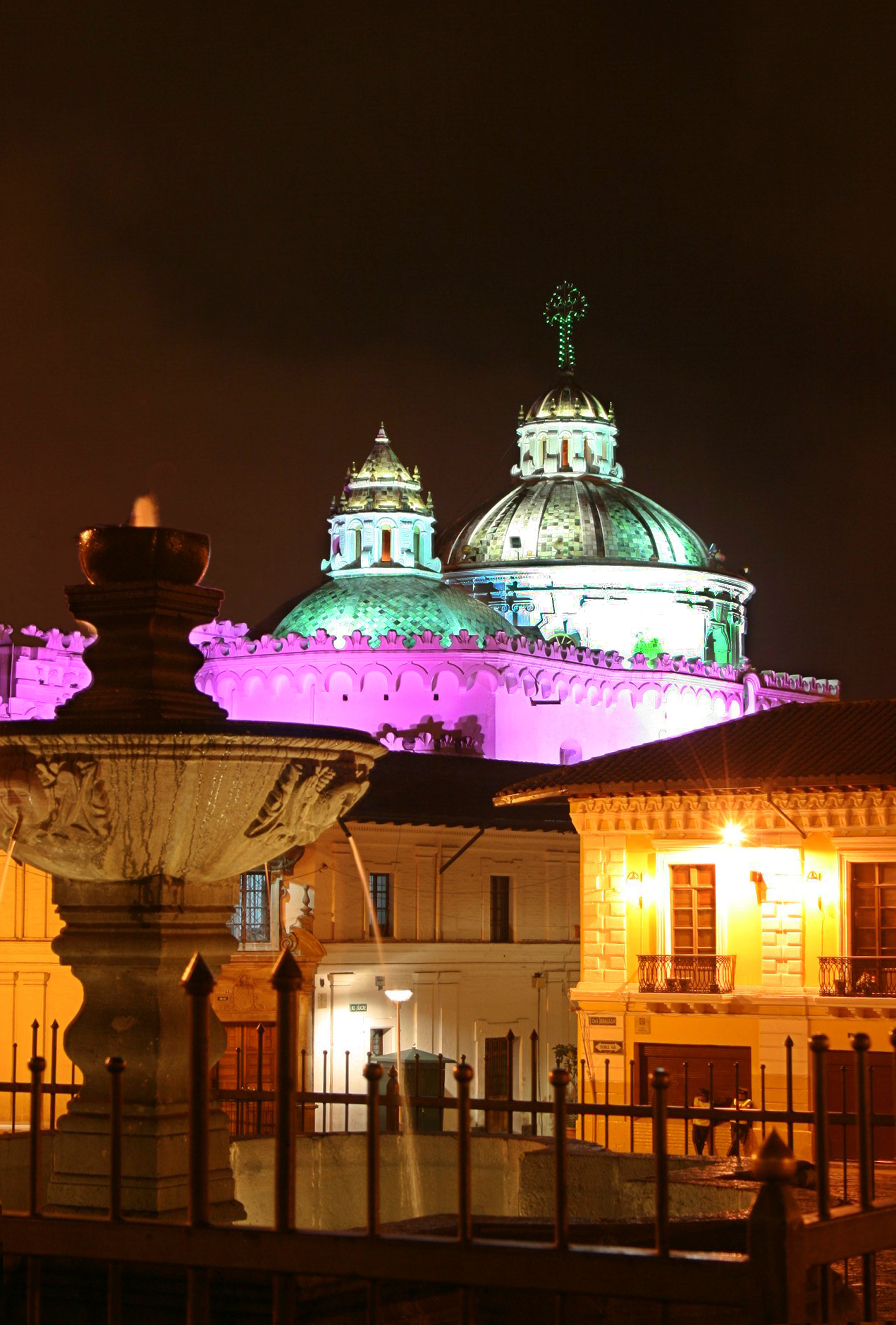
Centro histórico de Quito à noite, um Patrimônio Mundial pela UNESCO.

A cultura equatoriana é definida, em sua maioria, pelos mestiços, que têm ancestrais tradicionalmente de herança espanhola, mas também são influenciados em diferentes graus pelas tradições nativas e, em alguns casos, por elementos africanos. A primeira e mais significativa onda de imigração moderna para o Equador consistia de colonizadores espanhóis, após a chegada dos europeus em 1499. Um menor número de outros europeus e norte-americanos migraram para o país no final do século XIX e início do século XX e, em menor número, poloneses, lituanos, ingleses, irlandeses e croatas durante e após a Segunda Guerra Mundial.
Como a escravidão africana não era a principal força de trabalho das colônias espanholas na Cordilheira dos Andes da América do Sul, devido a subjugação dos povos indígenas através de evangelismo e das encomiendas, a população minoritária de ascendência africana é encontrada principalmente no norte da província costeira de Esmeraldas. Isto acontece, em grande parte, devido ao naufrágio de um galeão negreiro na costa norte do Equador do século XVII. Os poucos sobreviventes negros africanos nadaram até a costa e penetraram na selva sob a liderança de Anton, o chefe do grupo, onde permaneceram como homens livres mantendo a sua cultura original, não influenciada pelos elementos típicos encontrados em outras províncias do litoral ou da região andina. Um pouco mais tarde , escravos fugitivos da Colômbia conhecidos como cimarrones se juntaram a eles. No pequeno Vale Chota, na província de Imbabura, existe uma pequena comunidade de africanos entre a população predominantemente mestiça da província. Esses negros são descendentes de africanos, que foram trazidos da Colômbia pelos jesuítas para trabalhar em suas plantações coloniais de açúcar como escravos. Como regra geral, cafuzos e mulatos coexistiram entre a população mestiça do Equador ao longo de sua história como garimpeiros em Loja, Zaruma e Zamora e como construtores navais e trabalhadores das plantações ao redor da cidade de Guayaquil. Atualmente, é possível encontrar uma pequena comunidade de africanos no vale Catamayo.
As comunidades indígenas do Equador foram integradas na cultura principal do país em diferentes graus, mas alguns também podem praticar suas próprias culturas nativas, em particular nas comunidades indígenas mais remotas da bacia amazônica. O idioma espanhol é falado como o primeiro idioma por mais do que 90% da população e, como primeiro ou segundo idioma por mais do que 98% dos habitantes do país. Parte da população do Equador pode falar línguas ameríndias, em alguns casos, como uma segunda língua. Dois por cento da população fala apenas línguas ameríndias .

### Literatura

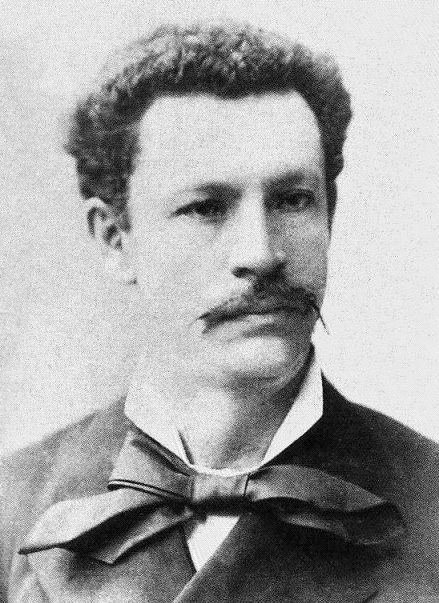
Juan Montalvo.

A literatura primitiva no Equador colonial, como no resto da América espanhola, foi influenciada pela Idade de Ouro Espanhola. Um dos primeiros exemplos é Jacinto Collahuazo, um chefe ameríndio de uma aldeia do norte da atual Ibarra, nascido no final do século XVII. Apesar da repressão precoce e da discriminação dos nativos pelos espanhóis, Collahuazo aprendeu a ler e escrever em castelhano, mas sua obra foi escrita em quíchua. O uso de quipu foi proibido pelos espanhóis[135] e, para preservar sua obra, muitos poetas incas tiveram que recorrer ao uso do alfabeto latino para escrever em sua língua nativa quíchua. A história por trás do drama inca "Ollantay", a peça literária mais antiga existente para qualquer língua ameríndia na América, compartilha algumas semelhanças com a obra de Collahuazo. Ele foi preso e toda a sua obra queimada. A existência de sua obra literária veio à tona muitos séculos depois, quando uma equipe de pedreiros estava restaurando as paredes de uma igreja colonial em Quito e encontrou um manuscrito escondido. O fragmento recuperado é uma tradução para o espanhol do quíchua da "Elegia aos Mortos de Atahualpa", um poema escrito por Collahuazo, que descreve a tristeza e impotência do povo inca por ter perdido seu rei Atahualpa.
Autores famosos do final do período colonial e início da república incluem Eugenio Espejo, um impressor e principal autor do primeiro jornal da época colonial equatoriana; José Joaquin de Olmedo (nascido em Guayaquil), famoso por sua ode a Simón Bolívar intitulada "Victoria de Junin"; Juan Montalvo, um proeminente ensaísta e romancista; Juan Leon Mera, famoso por sua obra "Cumanda" ou "Tragédia entre os selvagens" e o Hino Nacional do Equador; Juan A. Martinez com A la Costa; Dolores Veintimilla; e outros.

### Esportes

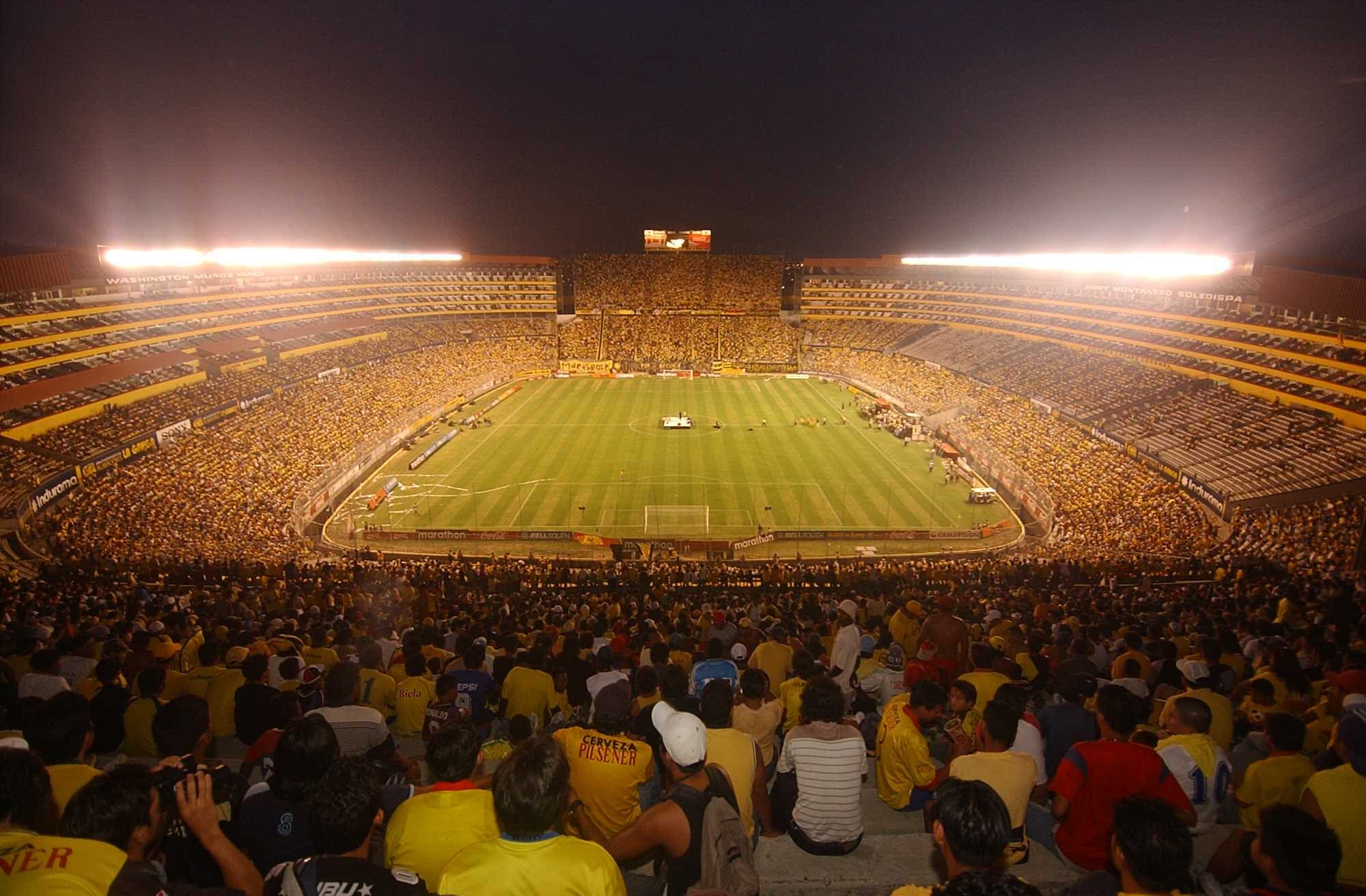
Estádio Monumental Isidro Romero Carbo em Guayaquil.

O esporte mais popular no Equador, como na maioria dos países da América do Sul, é o futebol. Suas equipes profissionais mais conhecidas incluem; Emelec, de Guayaquil, também o time mais popular do Equador, a Liga De Quito, de Quito; Barcelona S.C. de Guayaquil; Deportivo Quito e El Nacional de Quito; Olmedo de Riobamba; e Deportivo Cuenca de Cuenca. A Seleção Equatoriana de Futebol se classificou para a Copa do Mundo FIFA nos anos de 2002, 2006, 2014 e 2022, a seleção geralmente se aproveita da altitude Quito como uma vantagem competitiva nos seus jogos.
O Equador conquistou três medalhas nos Jogos Olímpicos, duas delas para o corredor Jefferson Pérez, que conquistou o ouro nos Jogos Olímpicos de Verão de 1996 e a prata 12 anos depois. Pérez também estabeleceu o melhor do mundo no Campeonato Mundial de 2003 de 1:17:21 para a distância de 20 km.
No ciclismo profissional de classe mundial, Richard Carapaz se tornou o primeiro equatoriano a ganhar um Grand Tour, bem como o primeiro ciclista equatoriano a ganhar uma medalha olímpica. Ele venceu o Giro d'Italia de 2019, bem como a corrida de rua nos Jogos Olímpicos de Verão de 2020 em Tóquio (adiada para 2021 devido à pandemia de COVID-19).
No automobilismo, tem como maior destaque o piloto anglo equatoriano Juan Manuel Correa, que compete pela Fórmula 2 da FIA. O Equador também possui um autódromo, sendo esse o Autódromo Internacional de Yahuarcocha.

### Feriados
| Data           | Nome em português                        | Nome local                                   | Observações |
| 1 de Janeiro   | Ano Novo                                 | Año Nuevo                                    | - |
| variável       | Sexta-feira Santa                        | Viernes Santo                                | Festa Móvel |
| 1 de Maio      | Dia do Trabalhador                       | Día del Trabajor                             | - |
| 10 de Agosto   | Aniversário do 1º Grito da Independência | Aniversário Primer Grito de la Independencia | Festa cívica nacional |
| 12 de Outubro  | Dia da Raça                              | Día de la Raza                               | Festa nacional. Celebra-se a chegada dos espanhóis à América.                                                              |
| 25 de Dezembro | Natal                                    | Navidad                                      | - |
| 31 de Dezembro | Noite de Ano novo                        | La noche del Año Nuevo                       | Os bailes e desfiles culminam com a queima de bonecos em tamanho real que representam figuras públicas e o ano que passou. |
| -------------- | ---------------------------------------- | -------------------------------------------- | --- |